# Naufragio de Mahdía
El naufragio de Mahdía es un sitio arqueológico submarino descubierto a unos cinco kilómetros de la ciudad tunecina de Mahdía, a mitad de camino de Tapso y Salakta.
El sitio alberga un pecio de un navío mercante griego que naufragó debido a una tormenta en el siglo I a. C. Este navío contenía una gran cantidad de obras de arte y elementos arquitectónicos que plantearon muchas preguntas a los investigadores desde su descubrimiento. La carga era muy heterogénea, además de la numerosas columnas y elementos de construcción, también se encontraron esculturas de mármol y bronce en particular.
El descubrimiento de principios del siglo XX fue más o menos por casualidad, pero enseguida se iniciaron varias excavaciones por iniciativa del arqueólogo francés Alfred Merlin. Fueron paradas por razones presupuestarias en 1913 y se pudieron reanudar durante la última década del siglo. El sitio fue considerado como un testigo de la evolución de las técnicas de la arqueología subacuática: en las primeras excavaciones se utilizaron materiales, como la escafandra clásica, que no habían cambiado desde mediados del siglo XIX, alrededor de la década de 1940, con la invención de la escafandra autónoma hizo que los buceadores estuvieran mucho más libres en sus movimientos, el componente esencial de la escafandra autónoma es el regulador, mecanismo que despresuriza el gas respirable de la reserva embarcada por el buceador, proporcionándoselo automáticamente en cada una de sus inspiraciones a la presión ambiente, sea cual sea la profundidad en la que se encuentre.
Las excavaciones de la nave Mahdia junto con las de otra nave de Anticitera, descubierta en 1900, dieron paso al nacimiento de la disciplina.  Además, el barco de Anticitera, que había naufragado en el segundo trimestre del siglo I a. C. era bastante similar a la nave Mahdia, con una carga que consistía arte antiguo, además de otras obras contemporáneas de la época, lo que acredita un cambio en el gusto del público.
Además de ser «un eslabón en la larga cadena de descubrimientos submarinos» según Nayla Ouertani, las excavaciones han descubierto una colección excepcional de obras de arte y ponen a los especialistas tanto de técnicas como de historia del arte con el problema de la transición entre períodos artísticos; el contenido de la carga también demuestra la circulación del arte.
La mayoría de los descubrimientos se exhiben en el Museo Nacional del Bardo en los suburbios de Túnez; el museo de Mahdía, la ciudad más cercana al sitio conserva únicamente algunos elementos.

## Historia e interpretación

### Descubrimiento
Los restos del naufragio, es descubierto en 1907, por pescadores de esponjas griegos empleados de un armador de Sfax. Según Alfred Merlin a una profundidad de 39 metros, y a 42 metros por Guy Rachet. Estaba situado sobre un fondo plano y duro.
El descubrimiento fue seguido por el saqueo, pero la tentativa de venta del botín finalmente lo que consiguió fue informar a las autoridades, en este caso a Alfred Merlin y a la Dirección de las antigüedades (futuro Instituto nacional del patrimonio), que lograron llevar a cabo seis campañas de excavaciones entre 1907 y 1913, con Luis Poinssot y Luis Drappier. Merlin informó a la Academia de Inscripciones y Lenguas Antiguas por telegrama el 21 de junio de 1907. Desde el principio, obtuvo ayuda del ministerio de la Marina que envió a un buque de la escuadra de Bizerte para ayudarle y puso a su disposición medios financieros. Las diversas campañas gozaron también de subvenciones de la fundación Piot y de los gobiernos de Francia y Túnez. La exploración se encontró, no obstante, con dificultades por motivo de la profundidad, las condiciones meteorológicas y también de las fuertes corrientes marinas; el sitio estaba situado en plena mar, a 4,8 kilómetros a lo largo del Cabo África. Además, las excavaciones enturbian el fondo del mar, impidiendo continuar mucho tiempo las sumersiones. Mientras, los arqueólogos encuentran una parada trabajando en dos astilleros en paralelo. El reconocimiento del sitio es complejo a causa de las informaciones imprecisas por parte de sus descubridores griegos. Los restos son finalmente localizados en las coordenadas 35°31'55" de latitud norte y 8°47'15" de longitud este, —según el meridiano de París lo que corresponde a 11°07'28" de longitud está según el meridiano de Greenwich utilizado en nuestros días—.

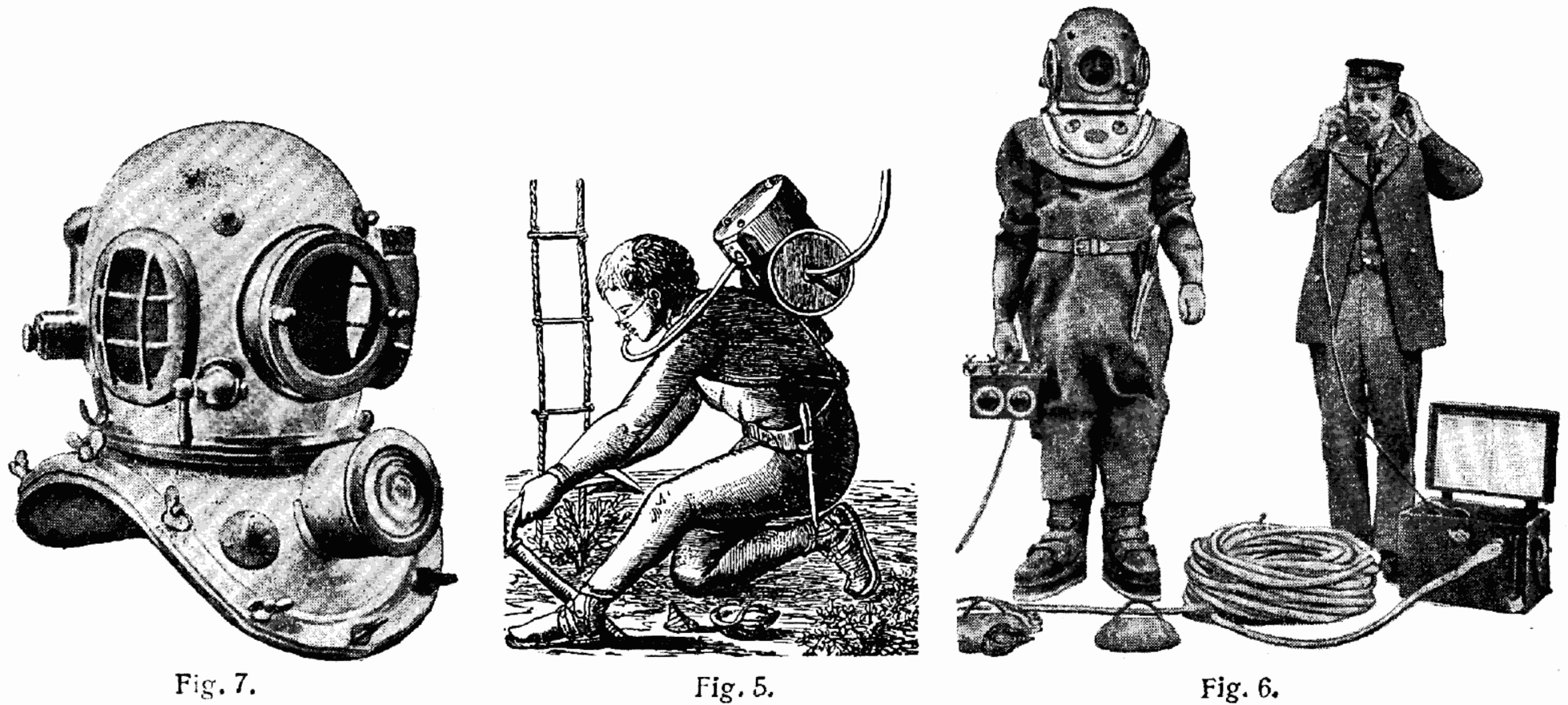
Equipo de buzo de principios del por Otto Lueger (Lexikon der gesamten Technik)

Durante la investigación, los accidentes graves afectaronn a los buceadores, de los cuales uno fue casi mortal. 18 Los primeros descubrimientos fueron compartidos a suerte entre el Estado y los investigadores, incluso estos últimos renunciaron a su lote después de largas discusiones.
Las primeras excavaciones permitieron rastrear la gran parte del mobiliario. Alfred Merlin desde el principio tuvo el deseo de estudiar el navío y la carga, es por lo que se ha hecho uno de los pioneros de la arqueología naval. Louis Poinssot diseña en 1911, un plano de la disposición de las columnas y de las excavaciones, después de la información recibida por los buzos.  El mismo año, un intento de remontar dos bellos ejemplos de columnas falla. Dos columnas logran ser reensambladas en 1913. Sin embargo, el alto costo de limpiar las columnas redujo en gran medida el presupuesto de la campaña, que incluso si durase más de dos meses, se consideró por Merlin como el último trabajo: "se corría el riesgo así de no poder ser reanudado ".

### Excavaciones posteriores
Las investigaciones fueron retomadas en 1948 por un equipo de trabajo formado por Antoine Poidebard, Gilbert Charles-Picard de la dirección de antigüedades y los capitanes Philippe Tailliez Jean Alinat y Jacques-Yves Cousteau que sservían en la fragata Ingénieur Élie Monnier del Groupe de recherche sous-marine de Toulon. Además, se beneficiaron de los recursos proporcionados por los departamentos de obras públicas, la marina y de la aviación. Esta nueva expedición se lleva a cabo con las escafandras autónomas: este nuevo material tiene un gran impacto en las técnicas de la arqueología submarina. Incluso si las excavadores tienen problemas para encontrar los restos, limpian unas cuarenta columnas.  El envío es considerado como la «primera operación de submarina de gran envergadura comportando una exploración y trabajo a grandes profundidades con la escafandra autónoma», según Tailliez. Cousteau y Marcel Ichac informan sobre esta expedición en la película Carnet de plongée, presentada durante la edición de 1951 del Festival de Cannes.
Una nueva campaña de excavación realizada por Guy de Frondeville, ingeniero jefe del departamento de minería en la dirección general de obras públicas, tuvo lugar en 1953-1954. Su propósito es limpiar las columnas del puente del barco para reducir el riesgo de hundimiento y devastar el casco para acceder a las partes todavía sin explorar. Un accidente de descompresión afecta a uno de los buceadores, que lo padece durante dos años.ref>Hachemi Sakka, « La Galère de Mahdia, témoignage d’un plongeur », pp.33-34</ref> El sitio también experimentó dificultades relacionadas con la mala visibilidad y problemas técnicos. Las excavaciones permitieron recuperar columnas, capiteles, numerosos clavos, así como nueve metros de la quilla del barco; todos estos elementos se donan al Museo Nacional del Bardo. La investigación de Frondeville sobre el barco hizo posible proponer una reconstitución del mismo.
Aunque las primeras excavaciones recuperaron material, no pueden clasificarse como metódicas. Las últimas operaciones se hicieron, del 10 al 24 de mayo de 1993 y en septiembre del mismo año, gracias a la colaboración entre un equipo tunecino del National Heritage Institute y otro alemán del Rheinisches Landesmuseum Bonn et de la Deutsche Gesellschaft zur Förderung der Unterwasserarchäologie e.V. (DEGUWA). Paralelamente, se realiza una restauración de las obras depositadas en el Museo del Bardo, con el objetivo de encontrar el naufragio, realizar diversas encuestas, filmar una película y estudiar el biotopo. La expedición también apunta a estudiar más a fondo la construcción de la nave.
La investigación es laboriosa, especialmente para encontrar los restos del naufragio, con condiciones climáticas adversas para la segunda parte de la expedición. Sin embargo, se pueden tomar fotografías, filmar una película, dibujar bocetos del plano del sitio y juntar muestras de madera y algunas partes del casco. Al final de esta campaña, «el naufragio de Mahdia no ha terminado de revelar sus secretos» según Fethi Chelbi.
Después de un largo cierre para la restauración, el resultado de las excavaciones se presenta en la exposición Trésors de la Méditerranée inaugurada el 31 de julio de 2000 en el Museo Nacional del Bardo.

### Interpretaciones

Reconstrucción del barco que se hundió.

#### Datación del naufragio
Tras el descubrimiento, la hipótesis de una villa engullida por el mar, es emitida por Merlín, debido a las tesis de los geólogos según las cuales la costa oriental de Túnez se estaba hundiendo, una hipótesis sin embargo rechazada por el científico en el mismo artículo. Merlín más tarde evoca, en una comunicación de 1909, una datación en la segunda mitad del siglo I a. C., debido a un candil: esta lámpara, con el modelo ordenado data de finales del siglo II a. C., Merlin lo señala como destinado para la utilización de los marineros y su tipo podía haberse usado en el siglo I a. C.. El autor señala, anecdóticamente, que la m«echa carbonizada todavía estaba en la lámpara».
El barco griego se hundió entre el 80 y el70 a. C.  de acuerdo con la tesis más comúnmente aceptada, en particular por François Baratte. Jean-Paul Morel y Fethi Chelbi proponen fechar el hundimiento en el año 100 a. C., Filippo Coarelli, por su parte, data el evento entre el 100 y el 86 a. C., Nayla Ouertani data a las esculturas de mármol entre el 150 y el comienzo del siglo I.
Los arqueólogos han supuesto que el barco, que supuestamente traía parte del botín del saqueo de Grecia para Sila durante las guerras civiles romanas, se habría hundido debido a una tormenta de otoño a tres millas náuticas de la costa:  una corriente del noreste habría coincidido con un viento del noreste durante tres días y el barco habría sido desviado de su ruta.  Después de estar a la deriva, se habría hundido a lo largo de la ciudad actual de Mahdía después de haberse llenado de agua. El navío se encontraba muy cargado, el hundimiento no habría sido sorprendente según Merlin.
A pesar de las maniobras que se efectuaron después de una avería, se debió de hundir rápidamente, lo que probablemente causó víctimas aunque se encontraron pocos huesos, excepto un peroné femenino. Además, se informó que un incendio había devastado el barco. Sea como fuere, en el momento del hundimiento, el casco del barco se rompió y las paredes se abrieron, arrojando la mayor parte de la carga fuera de los restos del naufragio mismo.

#### Contexto histórico
En el 86 a. C., Atenas fue tomada por Sila y muchas obras de arte fueron enviadas a Italia. Este tipo de saqueo durante las guerras está comprobado al menos desde el 265 a. C., durante la captura de Volsini y la segunda guerra púnica, con un apogeo en el momento de la conquista del mundo griego. La toma de obras de arte se convierte incluso para el Estado romano en un objetivo político después de las guerras, su exhibición en el espacio público constituye una brillante manifestación de gloria. Los generales victoriosos, con el botín acumulado, pueden honrar a sus familias en lugares públicos y perpetuar sus éxitos. Para la población el arte se convierte en un marcador cultural y social:  las obras se depositan en templos o pórticos y se desarrolla una moda entre los romanos ricos, como lo demuestran las cartas intercambiadas entre Atticus y Cicerón sobre el desarrollo de sus villas. Los amantes del arte de la época fueron diversos, desde aquellos que ellos mismos se proveían de obras originales hasta aquellos que tienen los medios para adquirirlas, pero dejaban la elección de las obras a los otros. Por lo tanto, el transporte tiene lugar en un momento en que los romanos son aficionados a las antigüedades griegas, tanto para la construcción, los asuntos públicos (negotium) para casas particulares y ocio. Entre el siglo II y principios del siglo I a. C., el gusto arquitectónico en las construcciones abandona una influencia asiática debido a las relaciones, en particular, con el reino de Pérgamo, a favor de las opciones clásicas del siglo V a. C., a fin de tomar distancia con el lado reciente de su helenización.

La expansión de
la República romana en el siglo I a. C.

Roma se había impuesto al mundo helenístico desde fines del siglo III a. C., la captura de Corinto en el 146 a. C. había completando el control romano en la costa norte de la cuenca oriental del Mediterráneo, y el testamento de Atalo III le confía en el 133 a. C. el reino de Pérgamo. Por lo tanto, el naufragio se sitúa en una fase de consolidación del imperialismo romano que precede a la crisis: las conquistas aportan considerables riquezas a Roma, que anteriormente era principalmente agrícola, generando dificultades entre la población más modesta. Las provincias están organizadas y la cultura helenística irriga las clases altas de la capital; la carga del naufragio es, por lo tanto, un buen indicador del período, un indicador de la «helenización material y cultural de Roma en el período de la última República».
La aculturación en el trabajo trae los fermentos de la crisis de la República romana, la helenización de la sociedad generando un cambio de valores, especialmente aristocráticos, ya que estas élites adoptan gustos ostentosos en el arte y la forma de vida con el desarrollo de los jardines y las villas. Además de las consecuencias para la arquitectura pública, los préstamos arquitectónicos afectan a los hogares privados, que ven cómo sus planes se vuelven más complejos. Los pórticos y gimnasios se decoran con estatuas de origen griego.
Las esculturas que toman la dirección de Roma a veces son el resultado del saqueos que se desvían en beneficio de los coleccionistas privados. Las élites se enriquecen a raíz de la expansión romana y fomentan el desarrollo de los intercambios con el mundo griego, lo que conduce a un desequilibrio de los flujos comerciales mediante la compra de esclavos, obras de arte y tierras. Además, es una confrontación de valores que opera y socava las fundamentos mismos de la autoridad del poder.
El naufragio de Mahdia permite, según Baratte, ilustrar el tema de la circulación del arte de la época la guerra ocasionó los primeros desplazamientos. El enriquecimiento de las personas condujo al nacimiento de un oficio con todos los prejuicios legales e ilegales. El nacimiento del mercado del arte, además del desarrollo de la moda de las antigüedades, que alcanzó sumas muy elevadas, estimuló una industria artística particularmente activa en Atenas a comienzos del siglo I a. C.. Las obras de arte, que se desplazan a lo largo de caminos desconocidos, dificultan todavía más la asignación a un taller en particular, el lugar de su descubrimiento no puede ser siempre un índice.
Formada por antiguas obras de arte pero también por elementos arquitectónicos producidos en serie, la carga atestigua la influencia de la demanda en las «tendencias clasicistas en Grecia». Desde el siglo II a. C., las élites romanas dominaban el mercado y recurrían a los talleres griegos por su gusto por el estilo helenístico y la calidad de sus producciones. Los talleres asimilan formas pasadas y forman el estilo descrito como neo-ático. El contenido de la carga del naufragio es un indicador de los elementos buscados por las élites romanas a principios del siglo I a. C. y permite compensar los pequeños elementos de conocimiento sobre las instalaciones de las villas de la época.

#### Origen y partida
Al principio, según cree Merlin este cargamento habría sido destinado a Juba II de Mauritania para decorar su capital Cherchell, el autor, lo considera como una conjetura. En 1911, Merlin y Poinssot evocan un vínculo con el saqueo y, siguiendo la tesis de Salomón Reinach, consideran el transporte de la nave relacionada con la captura de El Pireo por Sila. El lugar de salida del barco es, sin duda, el puerto de El Pireo, hipótesis que se corroboró con el descubrimiento en el puerto, en 1959, de un depósito de estatuas de bronce destinadas a ser embarcadas. La incertidumbre, sin embargo, pesa sobre el lugar de llegada entre Sicilia o Italia. Según Merlin y Poinssot, las obras de la carga no estaban destinadas a Sila, sino que se consideraban «arte industrial común» o «materiales de construcción ordinarios".

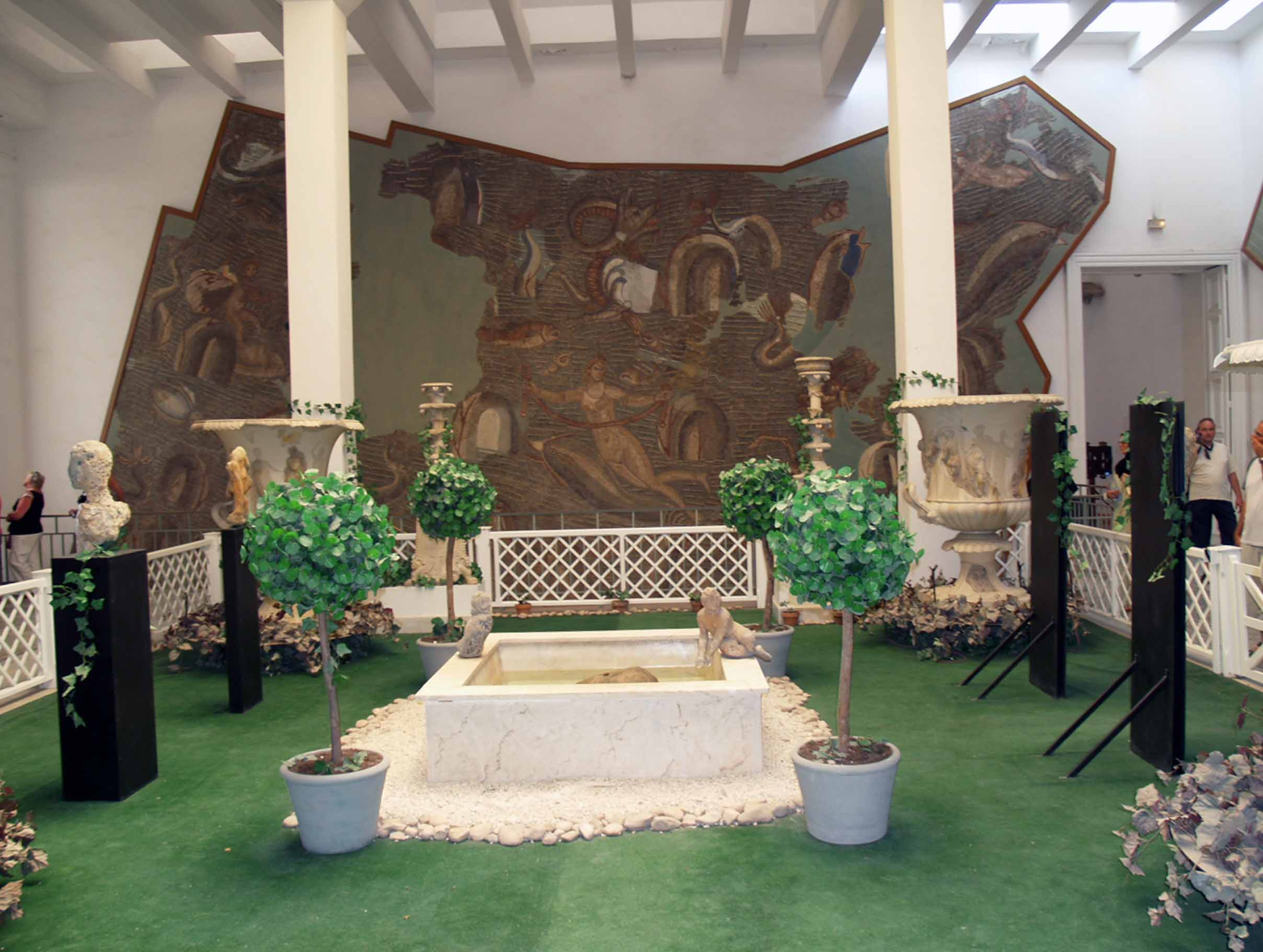
Jardín reconstituido en el Museo Nacional del Bardo con los elementos encontrados en el naufragio, además, en el fondo, un mosaico marino de Nereidas del sitio arqueológico de Cartago.

El patrocinador del cargamento era probablemente de Roma o Campania. La carga, muy diversa en sus procedencias —(con plomo de origen en España, klines de Delos, etc.—), tenía un propósito comercial, tal vez bajo la dirección de un armador que trabajaba en varios puertos. El destino de la carga también se puede deducir por los artículos de talleres de artesanos griegos, de carácter plural tanto artesanal como artístico, puede dar una idea del destino y los patrocinadores, tal vez Italia y su aristocracia.
Otra hipótesis indica que la carga podría haber estado destinada a una clientela de la provincia de África o incluso a los monarcas del reino de Numidia helenizados. El valor del cargemento, estimado en 857 000 sestercios algo menos según Filippo Coarelli, que también confirma este destino real. Sin embargo, esto es poco probable, de acuerdo con François Baratte, quien prefiere Campania o los puertos de Roma como destino final; también asume la hipótesis de que un único cliente destinatario de la carga. Las investigaciones de Gerhard Bauchhenss tienden a considerar todas las obras de arte reunidas para un único patrocinador, deseando decorar su villa suntuosamente, pero esta interpretación no es aceptada por todos, Chrystina Häuber no hace ningún comentario sobre el hecho de que la carga estaba o no destinada a uno o más patrocinadores, porque de hecho una persona podría ser propietaria de varias villas; podría tratarse de alguien de la élite romana con villas de tipo marítimo en las mismas regiones. La carga bien podía estar destinada a decorar un jardín como un comedor de un individuo de una riqueza particular-
Los jardines romanos de la época eran una mezcla de jardín itálico, utilitario y con elementos griegos. Eran un elemento importante del arte de vivir: plantados con árboles frutales o árboles de hoja caduca, los jardines también podían estar floreciendo. El espacio estaba ocupado con chorros de agua, estanques y diversos muebles, estatuas, cráteres y relieves.

## Navío y su contenido

### Navío

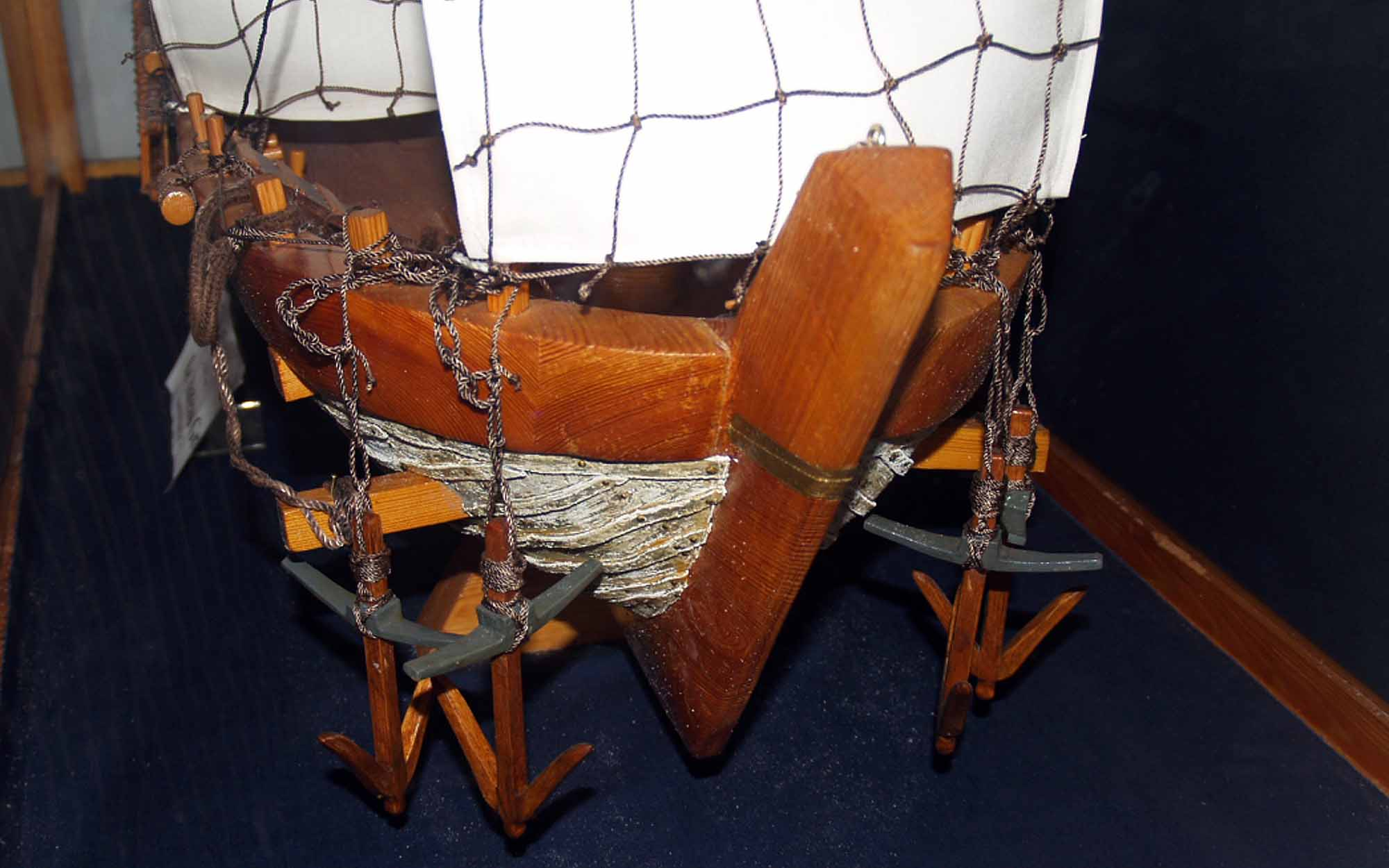
Parte delantera del modelo del navío de Mahdía, reconstituido en el Museo del Bardo.

La investigación ha establecido que el barco griego, hecho de madera de olmo, tiene aproximadamente 40,6 metros de largo y 13,8 metros de ancho. La fecha del naufragio es compleja y se pudo datar con éxito debido al análisis de las cerámicas recuperadas. Fernand Benoit estimó el peso de la carga de mármol del barco en 200 toneladas métricas.81 Merlín había estimado ese peso en 300 o 400 toneladas.
El puente del barco, que tenía unos veinte centímetros de espesor, estaba cubierto de plomo; el casco también estaba forrado con este mismo material. La construcción fue realizada de muy alta calidad por la madera utilizada y la presencia de láminas de plomo. Se encontraron también una gran cantidad de clavos de bronce durante las excavaciones.
Merlín también descubrió que el barco estaba dividido en varios compartimentos y tenía mamparas.
El navío tenía equipo de seguridad, una bomba y cuatro o cinco anclas grandes. El descubrimiento de esto último permitió a los excavadores localizar la proa del barco.
Después del naufragio, el peso de las columnas dislocó la embarcación, que está abierta en gran medida y la carga en la bodega estaba empacada. El lodo tomó posesión del lugar hasta su descubrimiento. Las excavaciones de Guy de Frondeville permitieron recoger parte de la quilla del barco, de una longitud de 26 metros, y cortar en tres partes para facilitar su ascenso. La quilla así recolectada fue desgraciadamente degradada en un depósito en un patio del museo sin tratamiento ni protección, y se desintegró.

### Contenido de la carga
El estudio preciso de la carga apoyó la hipótesis de su origen griego y ateniense. Algunos objetos conocidos anteriormente en colecciones pero fuera de cualquier contexto arqueológico podían tener su origen definido como griego debido a los estudios llevados a cabo durante las excavaciones del naufragio. Las primeras excavaciones no pudieron rastrear los elementos más voluminosos de la carga, especialmente las columnas y capiteles. Únicamente algunos fueron recuperados durante las excavaciones más recientes.
Las columnas fueron los primeros elementos reconocidos durante el descubrimiento, después de ser tomadas por los buceadores de esponjas por «cañones grandes». Se organizaron en siete filas y sobre 24 metros de largo. El navío también tenía muchos capiteles, bases de pilares y también elementos de cornisa. Numerosas piedras sin cortar utilizadas para el lastre de la nave, así como fragmentos de cerámica, fueron reconocidos desde los primeros sitios de excavación. La cerámica común encontrada no fue muy útil para fechar el sitio arqueológico, cosa que no ocurrió en el caso de la cerámica vidriada negra y, todavía mejor, con una lámpara de aceite cuyo tipo fue fechado al final del siglo II a. C., que permitió a Merlín proponer fechas todavía hoy ampliamente aceptadas. Las excavaciones de la bodega permitieron liberar objetos «de un valor más considerable» según Merlín y Poinssot: elementos de bronce y mármol para uso decorativo, pero también muebles. La naturaleza mixta de la carga, que consta de materiales destinados a la construcción y obras de arte, no dejó de cuestionar los primeros hallazgos.
Los objetos y obras de arte recogidos son muy eclécticos, y sugieren la procedencia de varias escuelas. Algunas de las obras encontradas conservan las huellas de un primer uso y por lo tanto no eran nuevas, corroborando la hipótesis del fruto de un saqueo. Sin embargo, otros elementos eran obviamente nuevos porque acababan de abandonar los talleres de producción. Algunos de los objetos se realizaron con el objetivo de responder al gusto de los clientes italianos, con una re-interpretación de las formas clásicas en las nuevas creaciones.
Los vestigios encontrados en la bodega fueron el tema de una recuperación de las primeras excavaciones y fueron enviados al museo Alaoui, donde las obras se publicaron en el Catálogo del Museo editado por Ernest Leroux.

## Obras expuestas

### Elementos en el Museo de Mahdía
Muy pocos objetos se exhiben en el Museo de Mahdía, lo que plantea controversias. Únicamente se incluyen dos columnas de mármol dañadas por su estancia en el mar, así como otros objetos, incluido una crátera en menos condiciones que los ejemplares guardados en el Museo Nacional del Bardo.

### Salas de Mahdía en el Museo Nacional del Bardo
Las salas dedicadas a las excavaciones de Mahdía se redistribuyeron extensamente a finales de los años 90 en seis salas en el primer piso del Museo Nacional del Bardo. Las colecciones de las excavaciones fueron inaccesibles para el público desde que estalló un incendio en un ala del museo en 1984. Su presentación, que data del trabajo realizado en la década de 1930, ya no cumplía con las normas museográficas y planteaba problemas de conservación.
El costo de la restauración resulta demasiado alto para Túnez, se busca socios extranjeros, y después de que el Rheinisches Landesmuseum Bonn acepta, las restauraciones comienzan en Alemania en diciembre de 1987. Una exposición tiene lugar en Bonn del 8 de septiembre de 1994 al 29 de enero de 1995, después las obras regresan definitivamente a Túnez.

#### Navío

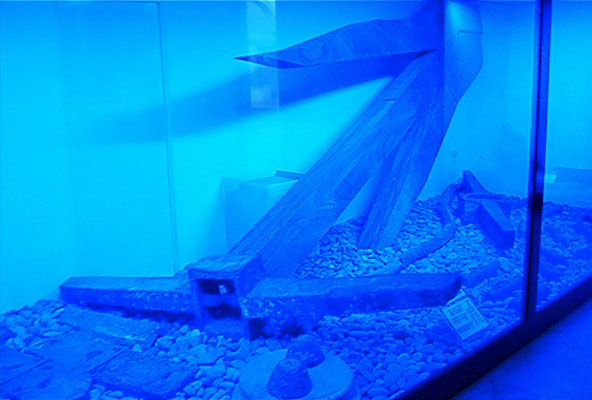
Una de las anclas del naufragio.

Una de las salas alberga un modelo del navío reconstituido que, siguiendo a Jacques-Yves Cousteau, se suponía que era una galera, lo que es incorrecto porque el barco no tenía remos. Además, se encontraron cinco anclas con un peso total de trece toneladas, tal vez situadas en la proa del barco; dos de ellas pesan de 600 a 700 kilos. El tipo de ancla se ha identificado formalmente como el utilizado a mediados del siglo I a. C., en el medio del período de uso de este tipo de anclaje según otros descubrimientos fechados con precisión. Además, los excavadores han encontrado muelas de molino, algunas de las cuales podrían servir como lastre.

#### Esculturas
Los elementos más importantes de la carga consisten en esculturas de mármol y bronce, las primeras han estado dañadas por el largo tiempo de su vida marina. La datación de las esculturas encontradas se extiende desde mediados del siglo II a. C. al primer cuarto del siglo I a. C..

##### Esculturas en mármol
Los mármoles han sufrido mucho por su permanencia en el mar debido a los animales marinos que los rozaban, con la excepción de las partes enterradas en la arena que estaban protegidas. Las esponjas y los dátiles de mar (lithodomes) perforaron la piedra, excepto en la porción libre de oxígeno. Algunas obras están de hecho en un estado de «muy mala conservación». A pesar de los muchos estudios que se han dedicado a ellas.

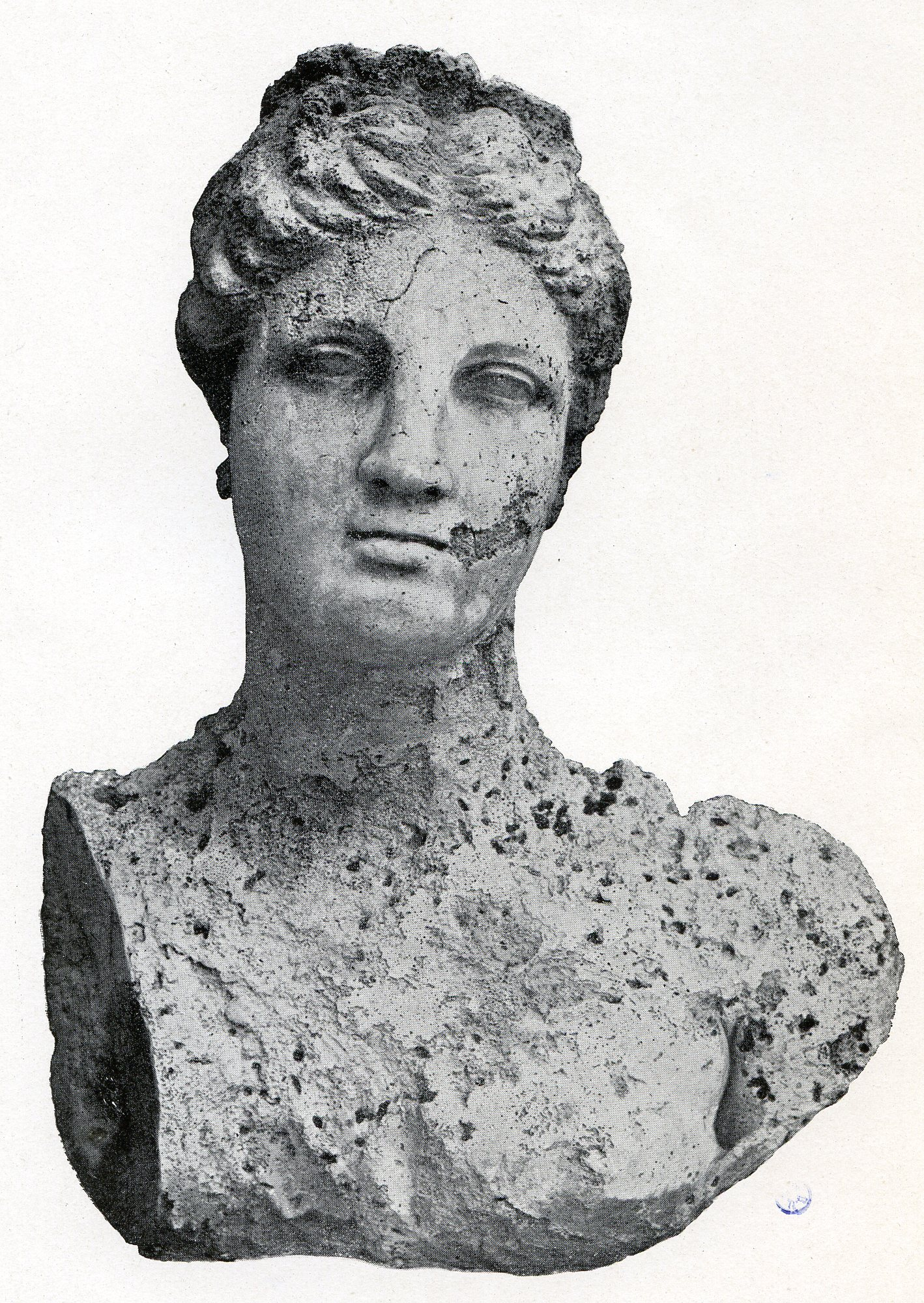
El Busto de Afrodita en el Catálogo del Museo Alaoui con los daños sufridos del medio marino y el área preservada por la estancia en la arena.

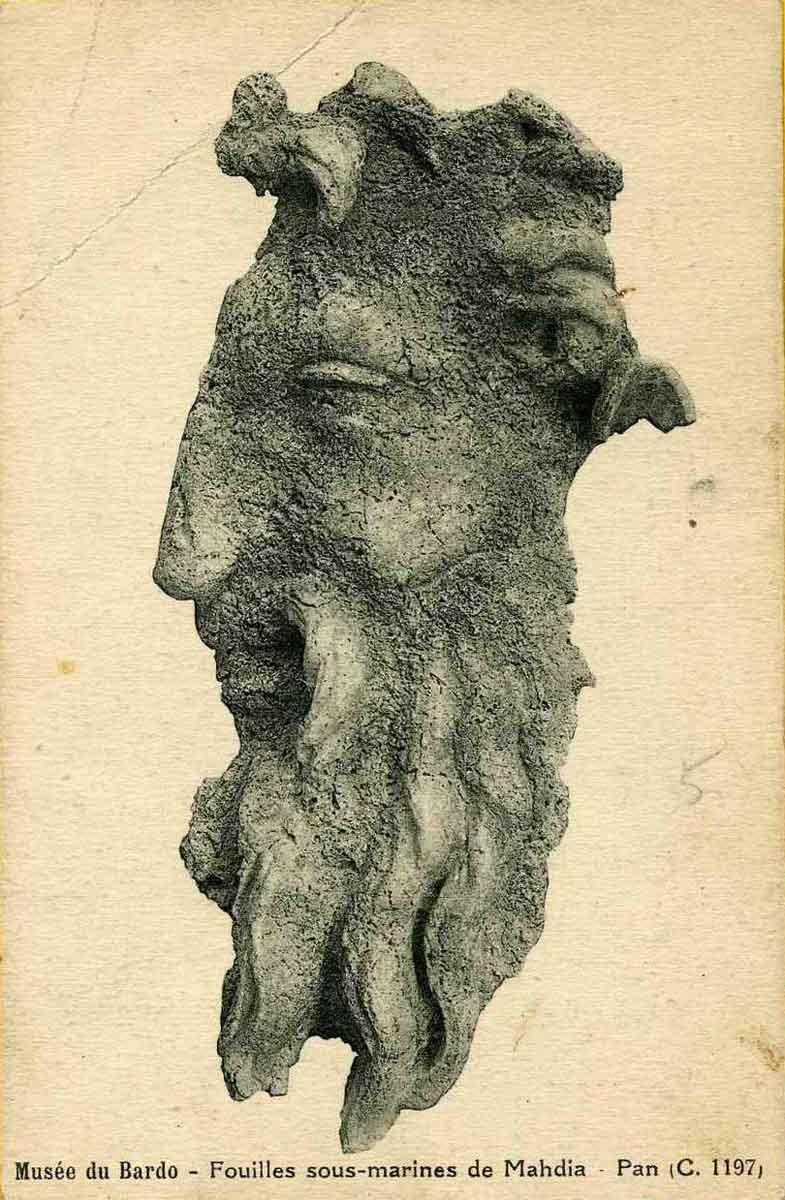
Pan en una postal antigua.

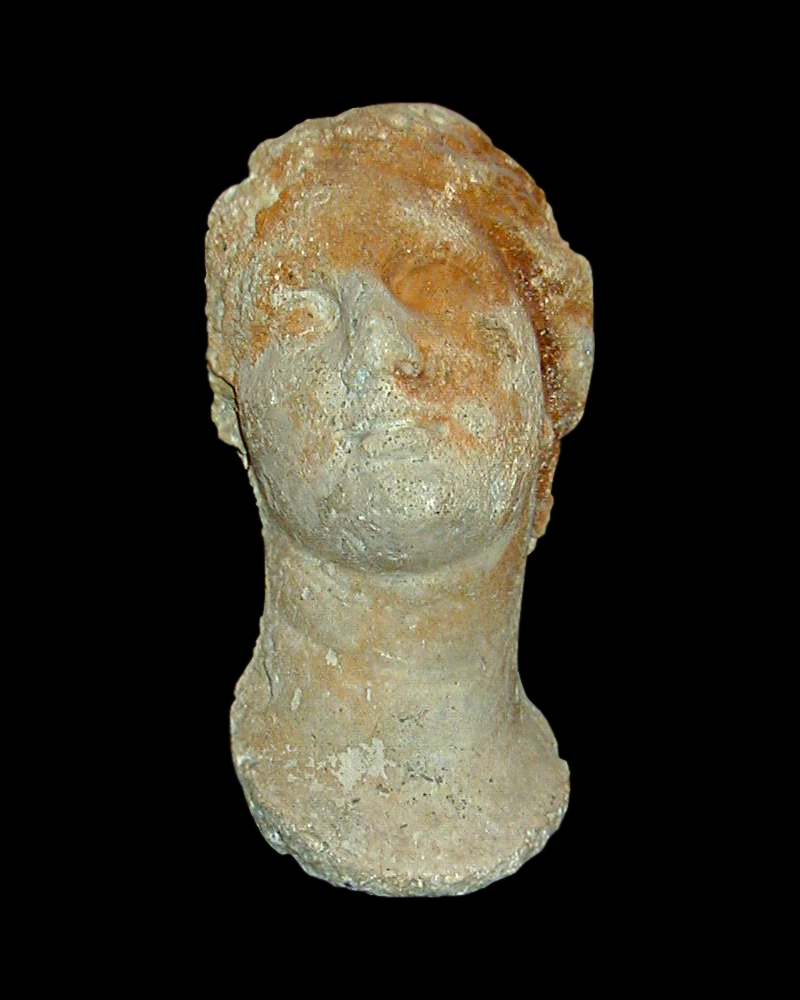
Níobe

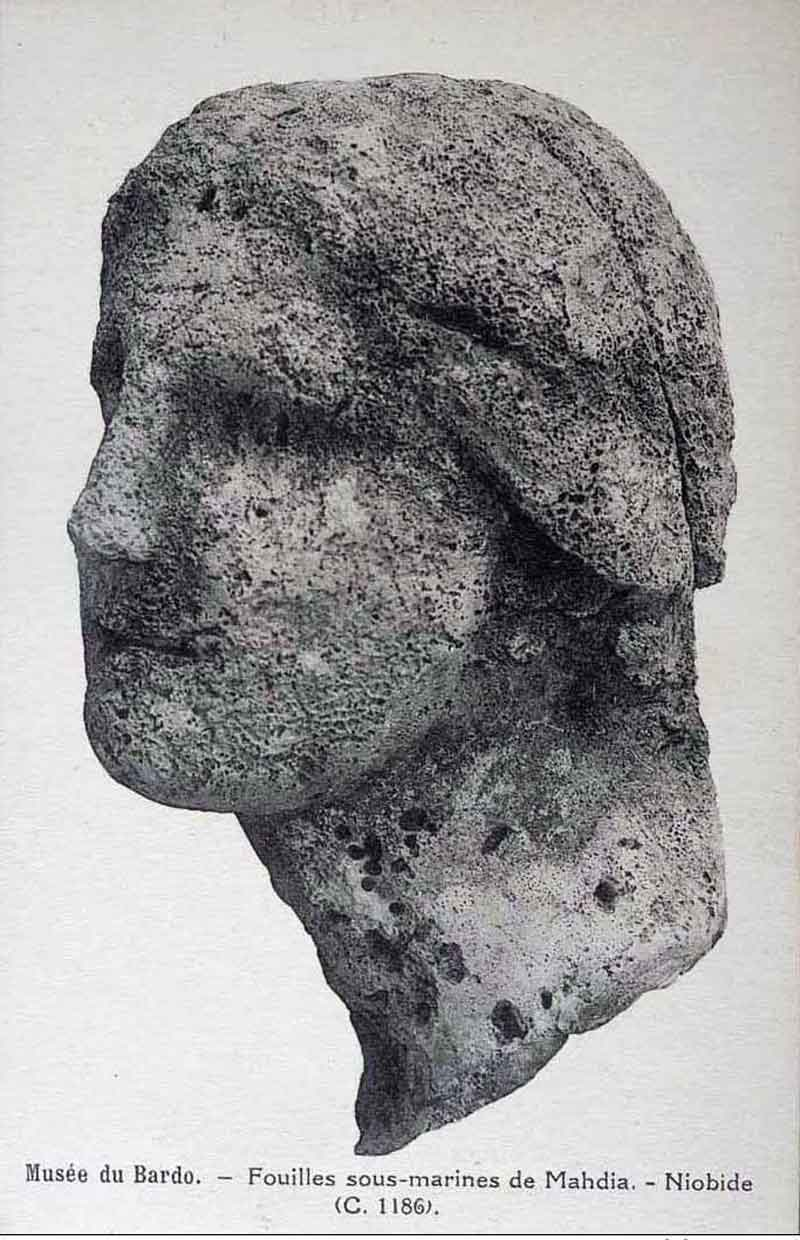
Una Nióbida según una tarjeta postal antigua.

El mármol del cargamento fue considerado por Merlin como mármol Pentélico debido a su grano fino, sin embargo, la mayoría de las obras están hechas de mármol de Paros. Según Nayla Ouertani, las obras se realizaron en talleres de Ática o en un gran taller bajo la dirección de Boethos de Calcedonia, con artistas de diversas habilidades, conservadores pero también innovadores. Los artistas han producido «obras originales a través de ingeniosa amalgama y buen tecnicismo». La diversidad estilística planteó problemas cronológicos. Las obras de mármol están datadas de finales del siglo II y principios del siglo I a. C.. Las estatuas fueron elaboradas en varias piezas: el occipucio de la cabeza se fijaba con espigas de plomo al igual que otros miembros. Los encontrados en el sitio por las primeras excavaciones se hicieron en varias partes por razones de economía, pero también, según Merlin, para facilitar el transporte. Algunas de las obras no fueron completadas.
Las esculturas de mármol, consideradas inicialmente como elementos de estatuas, ahora se consideran como tondos, efigies divinas en medallones, debido a la presencia de clavos detrás de las cabezas y muescas en la parte inferior. Las obras estaban destinadas a ser fijadas en las paredes de un santuario o en las paredes de casas particulares. Una de ellos, el Busto de Afrodita en mármol de Paros, representa a una deidad, el pelo recogido en un moño sobre la cabeza y el hombro derecho levantado. La diosa tiene un quitón unido a su hombro. Esta escultura también ha sido identificada como Ariadna. Parte de ella fue dañada por la larga permanencia en el mar y faltan frsagmentos —la mitad de la espalda y el occipucio de la cabeza—, que pueden ser pistas que implicaban que el trabajo estaba inacabado. A pesar de la faltas y la degradación, la pieza es de una belleza notable porque la cara no ha sido expuesta al agua del mar, probablemente protegida por arena y barro, y se puede observar la sonrisa tranquila y serena que le hizo el artista. Esta característica la convierte en la pieza emblemática de la colección. Las características de la cara de la deidad, de 70 centímetros de altura, otorgan majestuosidad a esta obra helenística, que comparte algunas similitudes con ciertas esculturas de Praxiteles, sin ser una copia servil del mismo. La pieza, que pudo haber sido copiada de un original de bronce, data del último tercio del siglo II a. C. o la segunda mitad del siglo II a. C.; Nayla Ouertani propone por su parte hasta la fecha desde el final del siglo II a. C.. Fue extraída a la superficie durante la campaña de excavación de 1909.
Los arqueólogos también han encontrado fragmentos de otros mármoles y otro busto identificado por Merlin,  —un Pan con barba larga, una Níobe, dos Niobides, un sátiro, una sátira y un efebo—, así como otros fragmentos más pequeños entre los que había algunos que pertenecían a efebos desnudos, dos Artemisas, una representada como cazadora, y niños sentados en un estado pobre de conservación,  un busto de Heracles ha sido interpretado como el de un sátiro, en tanto que una Nióbide ha pasado a considerarse una Artemisa. Los Niobides-Niobidas, identificados en primer lugar como copias de las obras presentadas en Florencia, parecen distantes, excepto para tener que imaginar una reinterpretación del tema por parte de los artistas. También se encontró un busto de Heracles sin cabeza con la piel del León de Nemea. Las reinterpretaciones de los descubrimientos por Hans-Hoyer von Prittwitz lo llevan a datar el programa completo del descubrimiento, que tenía un propósito dionisíaco, alrededor del año 120 a. C.. Entre las esculturas, la cabeza de una mujer y la cabeza de un Pan tienen el mismo origen que los tondos: la cabeza femenina que perteneció a una estatua que ha sido redimensionada para integrar la cabeza a un grupo que probablemente representa el tema de la «Ninfa sorprendida por un sátiro», un tema frecuente en los últimos tiempos helenísticos. La mujer tiene su cabeza en un perfil recto mientras que Pan muestra su perfil izquierdo. Nayla Ouertani piensa que las características de Pan, serenas y regulares, se insertaron en un busto y no se usaron como apliques.
Hay cabezas femeninas que encajan en cuerpos de estatuas. En cuanto al grupo sátiro y sátira, no plantea ningún problema de identificación debido a los cuernos que salen del cabello; la sátira estaba vestida con pieles de animales y tenía un busto redondeado, al igual que la representación del sátiro.
Otros elementos esculpidos están en muy malas condiciones, lo que hace que su identificación e interpretación sean más complejas. Una representación de un joven, tal vez un Oreste de un grupo de Oreste-Electra, está incompleto y con una variación en el tratamiento de los rostros y los peinados en comparación con las representaciones clásicas. Dos torsos masculinos, uno de los cuales probablemente representaba a un adolescente vestido con una clámide, fueron identificados con modelos del siglo V a. C..
Dos torsos, con forma anatómica y cubiertos con ropa, forman quizás un grupo de efebos: uno avanzando la pierna derecha y el otro la izquierda. También se encontraron entre la carga dos estatuillas de Artemisa, una de las cuales es datable del tercer cuarto del siglo II a. C., se encuentran en mal estado de conservación, pero algunos elementos aseguran que la identificación con la cazadora Artemisa es segura, al menos para una de ellas, con la presencia de un perro y especialmente la de los agujeros destinados a colocar un carcaj de metal.
El artista modificó el prototipo del siglo IV a. C., consiguiendo enfatizar más la silueta, crear movimiento con los brazos y realizando un trabajo específico sobre el drapeado; estos cambios lo convierten en un trabajo helenístico.  Cuatro estatuillas de niños gorditos, encontrados bastante dañados por su estancia en el mar, debían tener la intención de adornar los bordes de un estanque. Sobre todo, se conserva una estatuilla, y las otras únicamente permiten restaurar su postura; el grupo consiste en dos pares con gestos opuestos. Los niños arrojaban el agua hacia los espectadores. El modelo de este tipo de estatuilla es helenístico, de la primera mitad del siglo II a. C., y un descubrimiento similar hecho en Sperlonga con orejas puntiagudas permite interpretarlas como criaturas dionisiacas. Mientras que el prototipo de origen se encuentra en una obra de bronce de Boethos de Calcedonia, el grupo da testimonio del desarrollo de la escultura de género.

##### Esculturas en bronce
Las piezas de bronce en excelente estado de conservación habían estado protegidas por una capa de concreción. La corrosión de los bronces dependió de su estancia en el fondo del mar y las aleaciones utilizadas para su fabricación. La restauración en Alemania fue necesaria debido al daño causado por la primera restauración, por el clima tunecino húmedo y como por las condiciones de exposición en el Museo Nacional del Bardo. Los bronces se limpiaron de restauraciones antiguas y la corrosión se eliminó mecánicamente y químicamente. A continuación, se aplicó un tratamiento sobre las obras y se realizaron todas las piezas complementarias necesarias.
Las obras se realizaron utilizando la técnica de la cera perdida: las estatuillas se fundieron por completo mientras que las piezas más grandes se realizaron en varias piezas. Una intervención sobre la fundición en cera permitió a los artistas lograr un resultado variado, mientras que el modelo básico era el mismo. Las obras de bronce habí ra mediante el uso de aleaciones particulares.
Los principales elementos encontrados pertenecen a los tipos en boga de comienzos del siglo I a. C. y son:

###### Eros

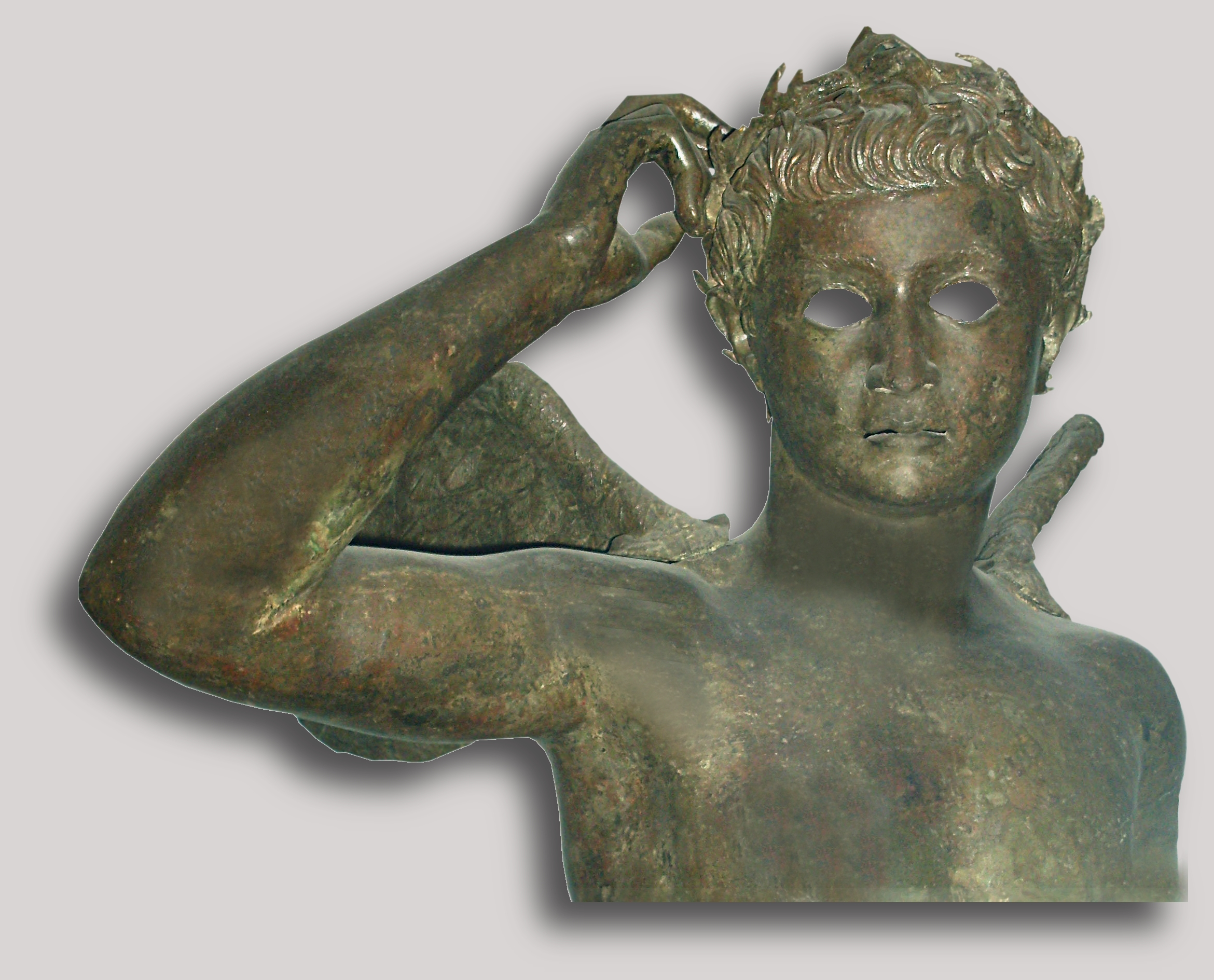
Parte superior de la escultura de Eros.

Considerado durante mucho tiempo como la representación de un adolescente que llevaba una rama de olivo y se preparaba para colocar una corona sobre su cabeza, la obra data del año 125 a. C. y se percibe como un típico modelo del período helenístico. Los últimos estudios tienden a ver a un Eros sosteniendo un arco, un símbolo de poder. Este trabajo fue sin duda asociado por error con el pilar de Herma de Dionisos, para formar, según algunos investigadores, un grupo escultórico, especialmente a partir de los años 1920. Se argumentó por la existencia de estos grupos en terracota, pero la nueva restauració ceptable esta hipótesis. El trabajo puede ser de los mismos talleres de Boethos de Calcedonia, artesano del pilar de Herma. La estatua, de 1,40 metros  de altura, se encontró en fragmentos y luego se realizaron varias restauraciones en algunas partes. El brazo izquierdo sostenía un arco, el brazo derecho se movía hacia una corona colocada en el cabello, gesto de conquistador del dios del amor.
Restaurado inicialmente con yeso, cemento y barras de hierro, la estatua amenazaba con destruirse como resultado del envejecimiento y la corrosión de estas medidas de protección. La restauración del laboratorio alemán contrarrestó esta amenaza de destrucción e hizo posible modificar la apariencia general de la deidad, que aparece comenzando una marcha en lugar de estar en una postura estática.
Esta última postura se modeló durante las operaciones de restauración con el fin de realizar un seguimiento de las primeras restauraciones y probar las diversas posiciones de la escultura y descubrir la más probable.

###### Herma de Dioniso

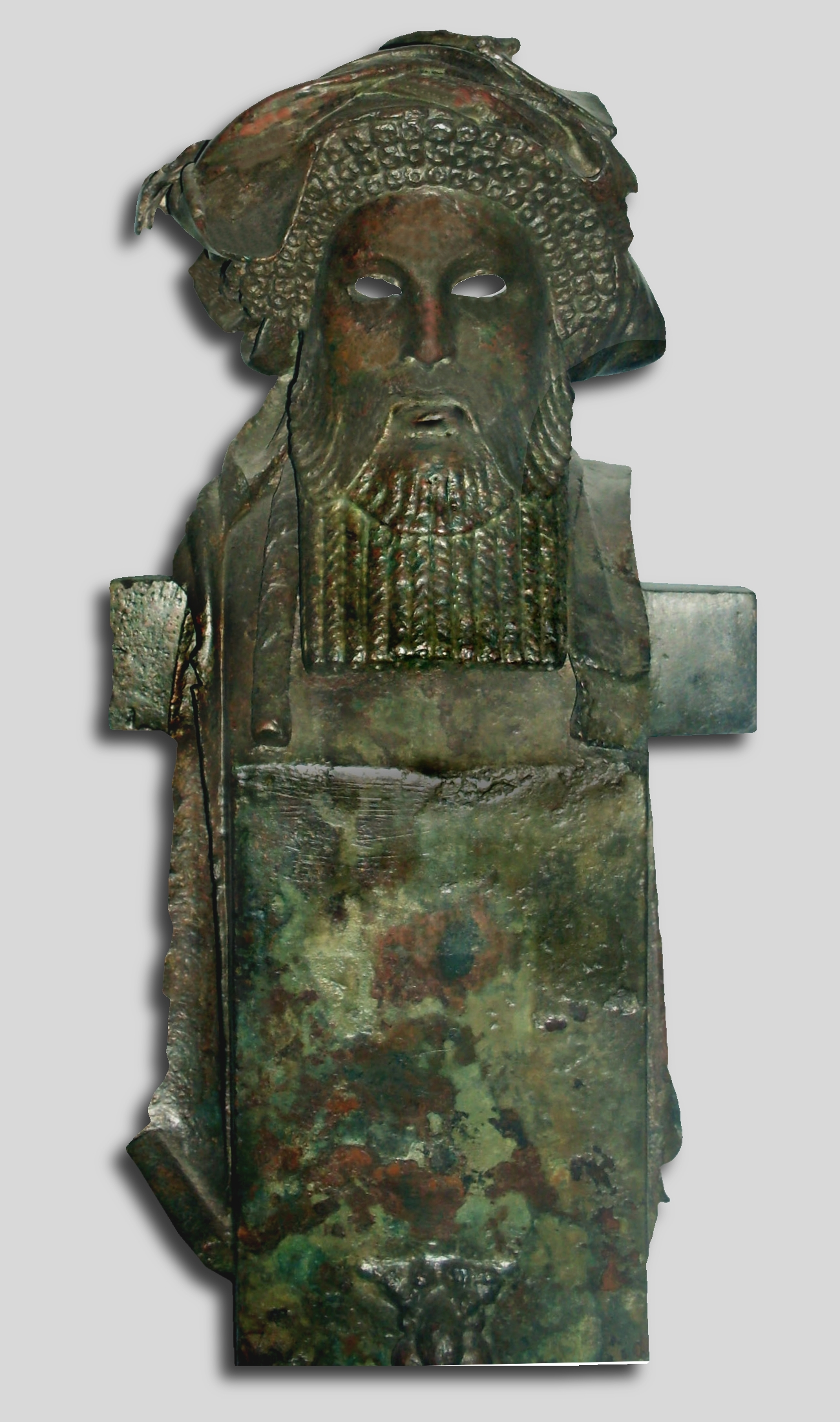
Pilar herma de Dioniso

El busto de la deidad Dioniso, data del siglo II a. C.,  está colocada en un pilar que implica la representación de un pene; la obra, un herma, lleva la firma de Boethos de Calcedonia, nombre que llevan varios artistas del siglo III a. C. y a principios del siglo I a. C.. Esta firma se fijó al modelo de cera antes de la fundición del bronce. El nombre de Boethos de Calcedonia se ha perpetuado durante varias generaciones y su trabajo se demuestra alrededor del año 184 a. C. en Lindos, en Delos veinte años después y luego en Atenas. El pilar tiene un metro de alto con espigas a los lados; una cabeza de un Dioniso barbudo con un turbante en la cabeza, constituye su parte superior. El plomo se ha colocado en la parte inferior para que el trabajo sea estable. La divinidad está bien identificada debido a una hedera, atributo de Dioniso, que forma una especie de bufanda.  Se han encontrado modelos similares: un espécimen de mármol en Pompeya y una copia en bronce de origen desconocido, conservada en el Getty Center, pertenecen a la misma serie. El trabajo se hizo en varias piezas sobre la base de un modelo de cera. La restauración alemana ha permitido conocer más sobre la técnica antigua.

###### Estatuillas de enanos y Eros con cítara

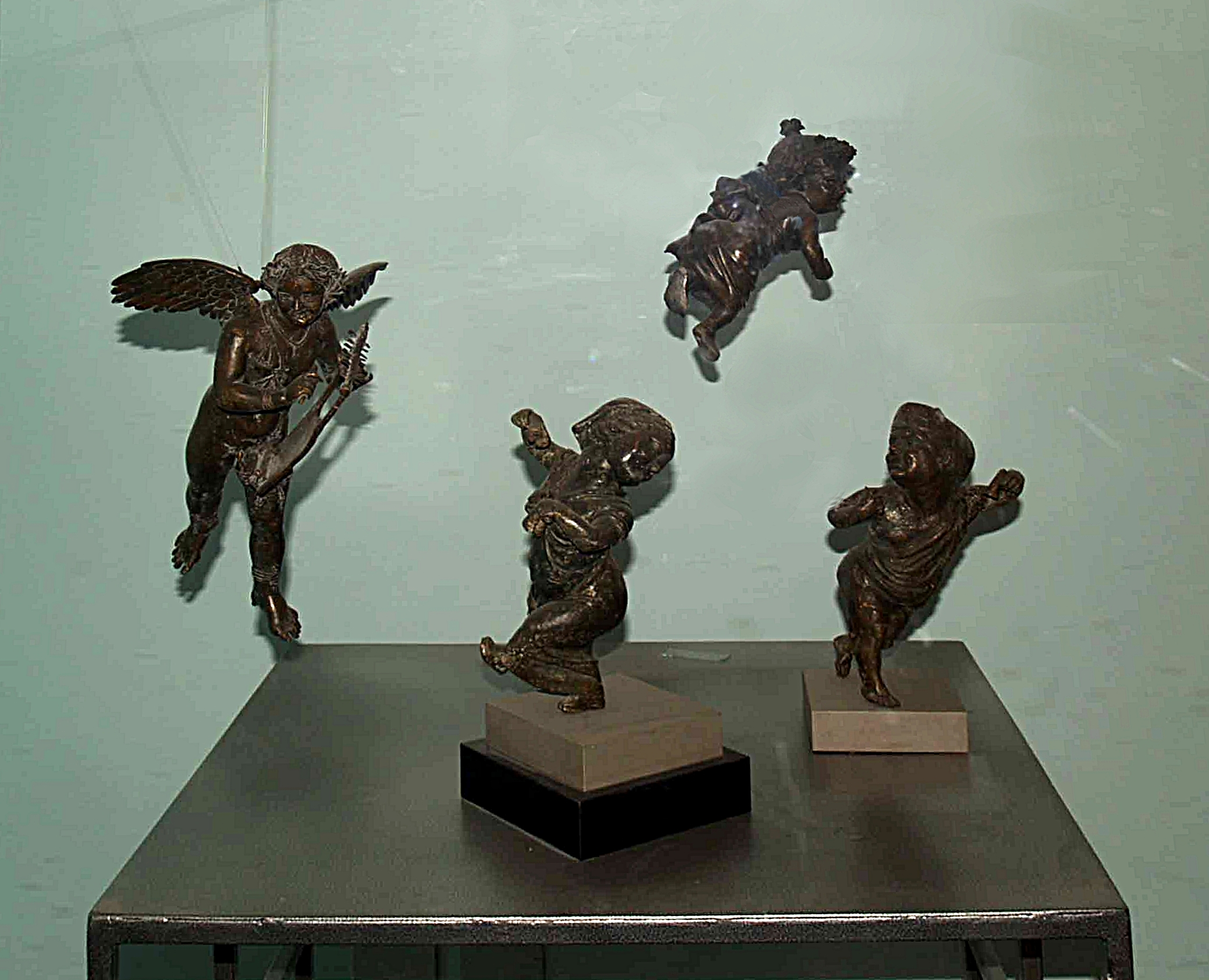
Grupo de estatuillas de enanos y Eros con cítara.

Las tres obras acondroplasias,  representan dos danzadores y un bufón en una actitud vulgar y burlesca; tienen 30 y 32 centímetros de alto. Entre estas estatuillas, un modelo de enana deformada en forma de danzante parece que se encuentra en Alejandría (Egipto), pero no se sabe si las obras encontradas en Mahdía son piezas originales o copias hechas en Atenas. El grupo escultórico del Nain au voile relevé sur le visage et de la Naine au manteau frangé fue creado en Alejandría; el arquetipo de la tercera estatuilla coronada con hiedra llegó más tarde a Atenas. Las representaciones de estos personajes en bulto redondo son excepcionales: uno de los bailarines tiene un aspecto obsceno marcado, este carácter es menos visible en el segundo; el bufón es feo, tuerto y hace muecas. Las danzas de los enanos estaban relacionadas con los cultos de Dioniso y Cibeles, pero fueron difusas en la vida secular. La función del grupo encontrado durante las excavaciones fue ornamental y no religioso.
Según Merlin y Poinssot, la pieza de Eros de 42 centímetros, con alas en sus pies y cubierto de joyas, toca la cítara mientras canta. La estatuilla tiene un anillo entre los omóplatos para ser colgado. Según Stephanie Böhm, la deidad no canta sino que sonríe. La restauración francesa de la obra fue excesiva y no respetó los elementos de fijación del instrumento musical. La representación es típica del período helenístico; otra estatuilla que representaba a la deidad también se encontró en la carga, pero en material de terracota.

###### Sátiro preparado para servir

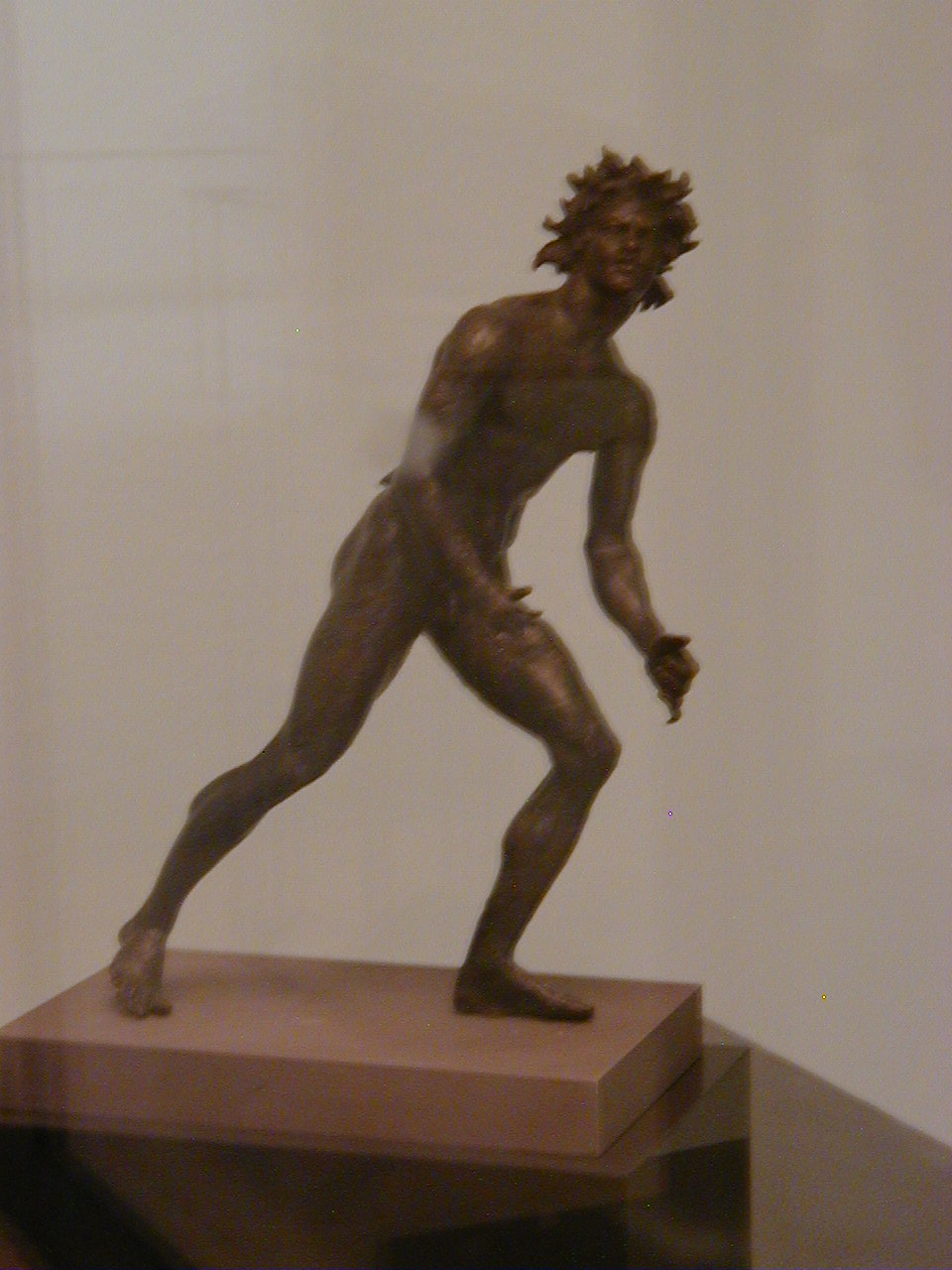
Satyre prêt à s’élancer

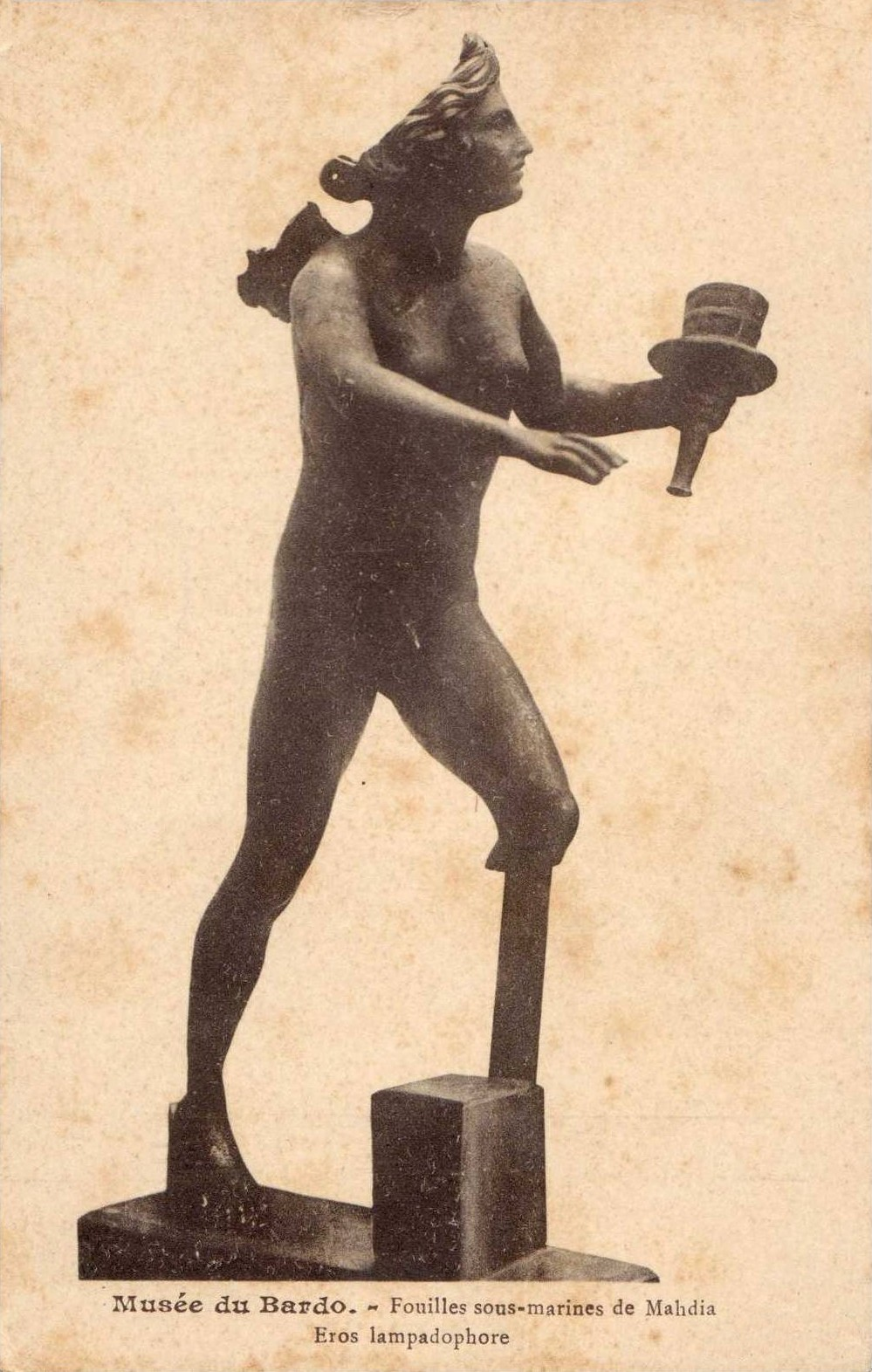
Eros lampadophore

El trabajo de esta obra es nervioso, lleno de movimiento, y característico de las creaciones del período helenístico. De forma esbelta y con pelo tupido en forma de maleza, la estatuilla mide 35 centímetros. Según Merlín y Poinssot, otra estatuilla debía hacer un conjunto de grupo, como pendant. Una figura de sátiro más pequeña fue encontrada entre los restos del naufragio.
Le satyre prêt à s’élancer ha sido datado del último cuarto del siglo II a. C.. Tenía que estar equipado, entre sus manos, con un recipiente liviano, como una jarra o cualquier otro objeto para beber.

###### Hermés orador con tobillos alados
Vestido con una clámide, este personaje representa a un Hermés orador con los tobillos alados de 32 centímetros de altura, avanza la mano derecha y levanta el talón izquierdo. Según Merlín y Poinssot, la mano izquierda tenía un caduceo.

###### Hermafrodita y Eros andrógino, portadores de lámpara
La estatuilla del hermafrodita también sirvió como antorcha, pero falta la parte superior. Estas estatuillas servían como lámparas de aceite: una abertura hecha detrás de la cabeza permitía introducir el aceite y una tapa para cerrarla. Las estatuillas fueron datadas alrededor del 100 a. C. y pertenecen a un tipo muy raro; únicamente existen cuatro ejemplares.

###### Bustos de Dioniso y Ariadna

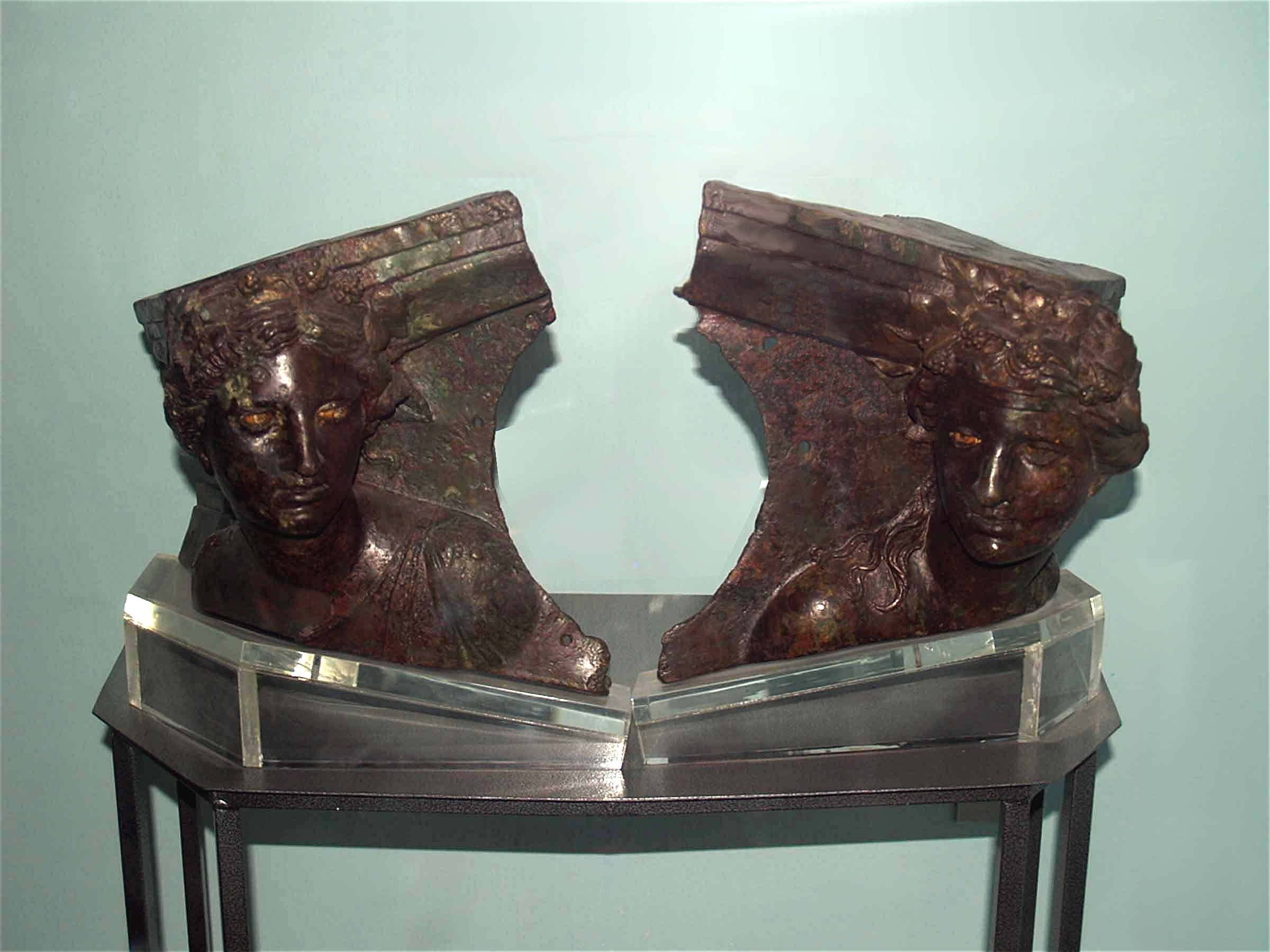
Figuras de proa de Dioniso y Ariadna.

Las dos figuras de Dioniso y Ariadna se encuentran cara a cara. Sus pupilas —que desaparecieron— y los globos de sus ojos eran de otra material.
Las esculturas pudieron haber sido diseñadas para adornar la proa de un barco o una fuente, del tipo de Samotracia. La fuente, situada en un lugar de culto en El Pireo, habría tenido una estatua de la Victoria como la de Samotracia.
El tema del matrimonio de dos deidades era frecuente en ese momento. El trabajo está fechado alrededor de 120 a. C.  y fue arrancado de su ubicación original durante el saqueo del 86 a. C..

###### Otras esculturas encontradas

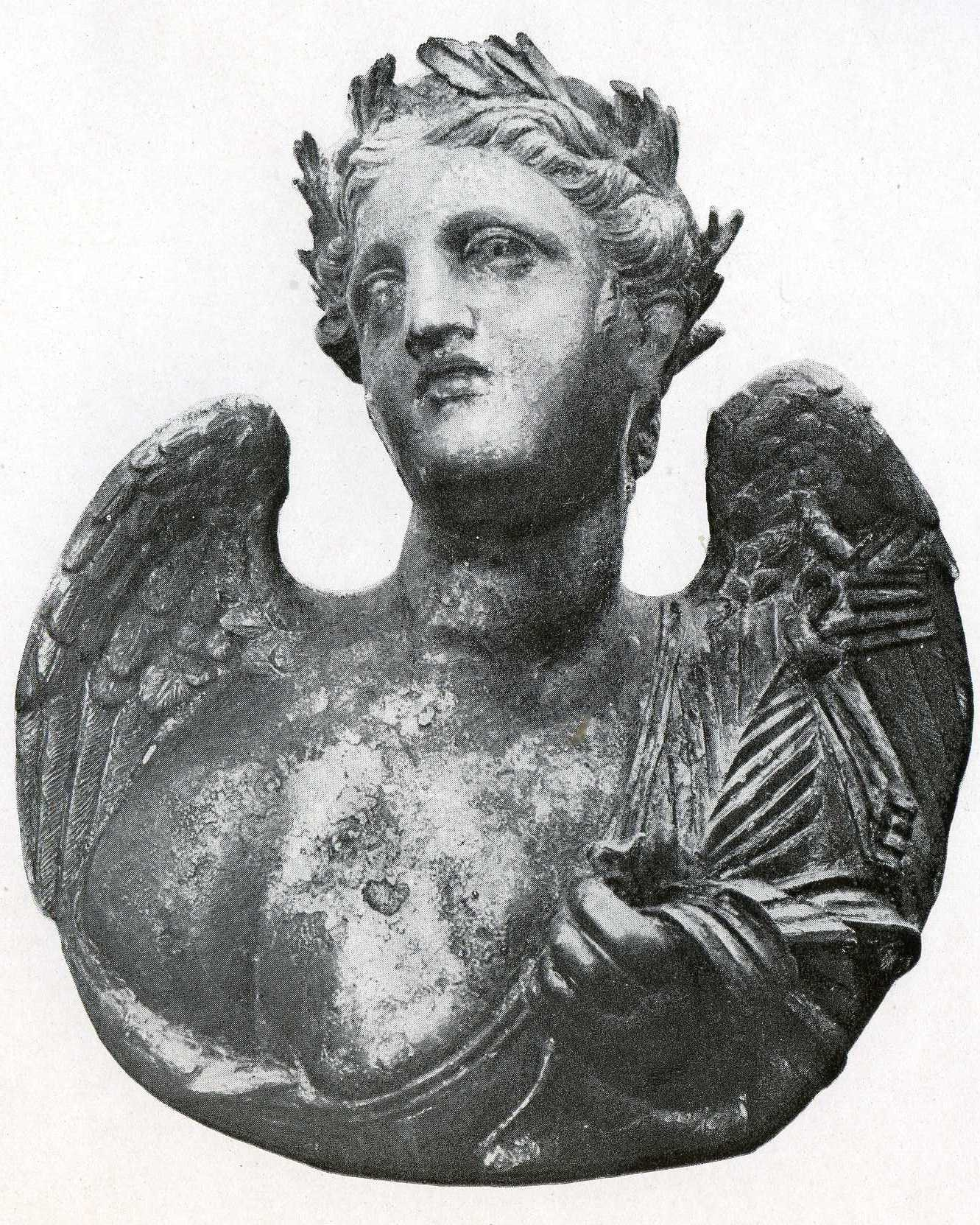
Busto de Nike en el catálogo del antiguo Musée Alaoui (Museo Nacional del Bardo).

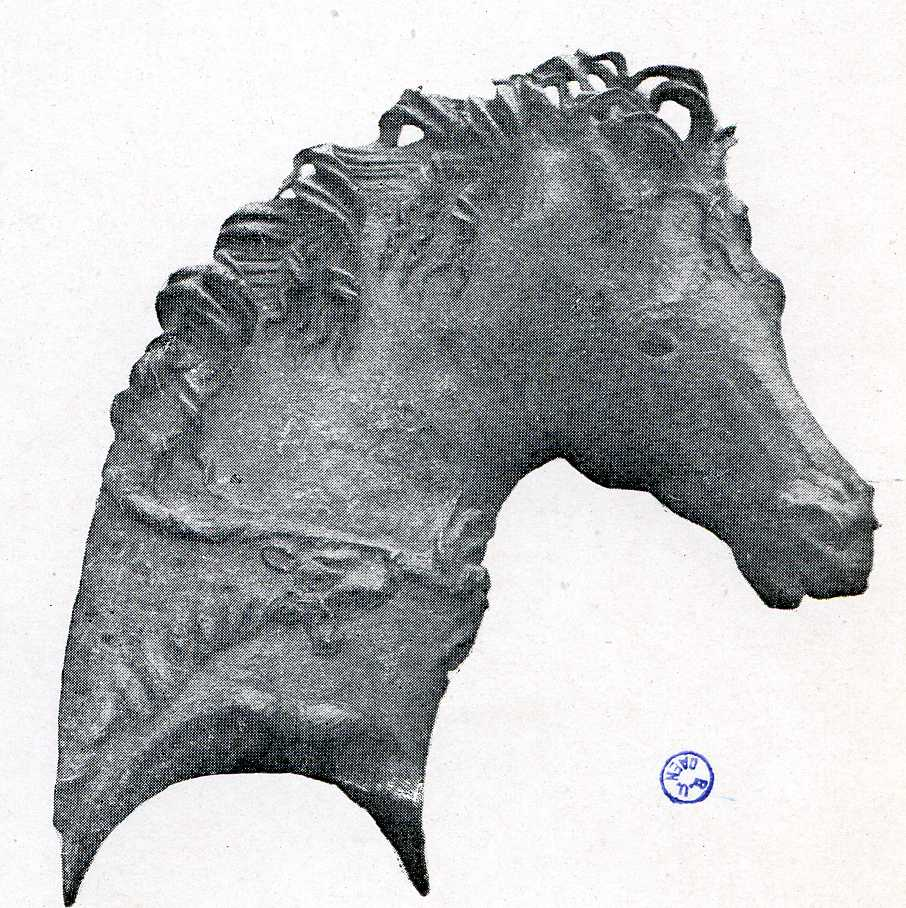
Cabeza de caballo

Un actor cómico sobre una base redondeada de trece centímetros de altura, otro actor enmascarado y barbudo de diez centímetros, un Eros bailarín de trece centímetros, dos sátiros de unos veinte centímetros cada uno que pertenecían a un mueble, dos perros acostados también se encontraron en el cargamento del navío. Los dos actores comediantes, del primer siglo a. C., pertenecía a una decoración triclinium: mientras que el actor de pie estaba pegado en un plato de servicio para distribuir aperitivos, el segundo se usaba para decorar un candelabro o una mesa.
Además, ciertos apliques en forma de bustos se encontraron en muy mal estado de conservación. Sin embargo, una Nike coronada de laurel y una Atenea con casco se encontraron en muy buenas condiciones. Cuatro apliques que representan a Atenea, uno de ellos está muy corroído. Una Atenea está representada con una piel de cabra en el hombro, Victoria sostiene sus símbolos normales: una palma y una cinta.
Finalmente, varios elementos decorativos, incluyendo panteras, grifos, máscaras cómicas, sátiros, caballos relinchando, mulas y patos que pertenecían a decoraciones de cama, habían sido incluidos en la carga. Las máscaras de comedia decoraban un cubo de bronce, algunos grifos se adjuntaban a un mueble y otros se unían a un trípode. Las panteras fueron colocadas de a dos en un carro de guerra que también dio la bienvenida a las cabezas de Pan que sobresalían, destinadas a servir de soporte, y a los perros de caza acostados. Los patos, por su parte, adornaban un objeto de madera.

#### Mobiliario

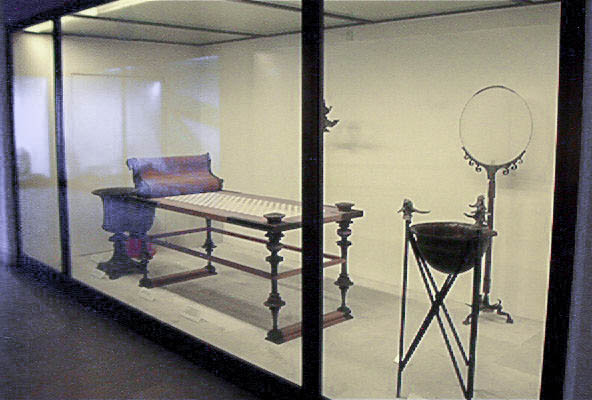
Cama con elementos de madera reconstruidos, trípode y espejo.

Los elementos de muebles revestidos en bronce han sido restaurados con piezas de madera reconstruida Las camas o kline —de las cuales aproximadamente había unas veinte en el barco—, a veces con una altura de 93 a 99 centímetros, probablemente fueron hechas en Delos. El interior de los pies y el marco de las camas tiene grabados numerales griegos. Tres camas reconstruidas han sido cuidadosamente restauradas y retirados los materiales de restauraciones antiguas. El montaje que se llevó a cabo en el Rheinisches Landesmuseum Bonn modificó la forma conocida anteriormente para estos muebles del naufragio.
Además, los arqueólogos han encontrado trípodes y braseros, uno de los cuales está montado sobre ruedas y adornado con cabezas de león y cabezas de sátira riendo. Las ruedas se encuentran en la parte posterior de los pies, el brasero podía ser tirado por el anillo de las mandíbulas de los leones situados en un lado, los otros dos lados están decorados por dos máscaras de sátiros. Además, se sacaron a la superficie los espejos de damasquinados, los apliques, las lámparas y las luces portátiles.

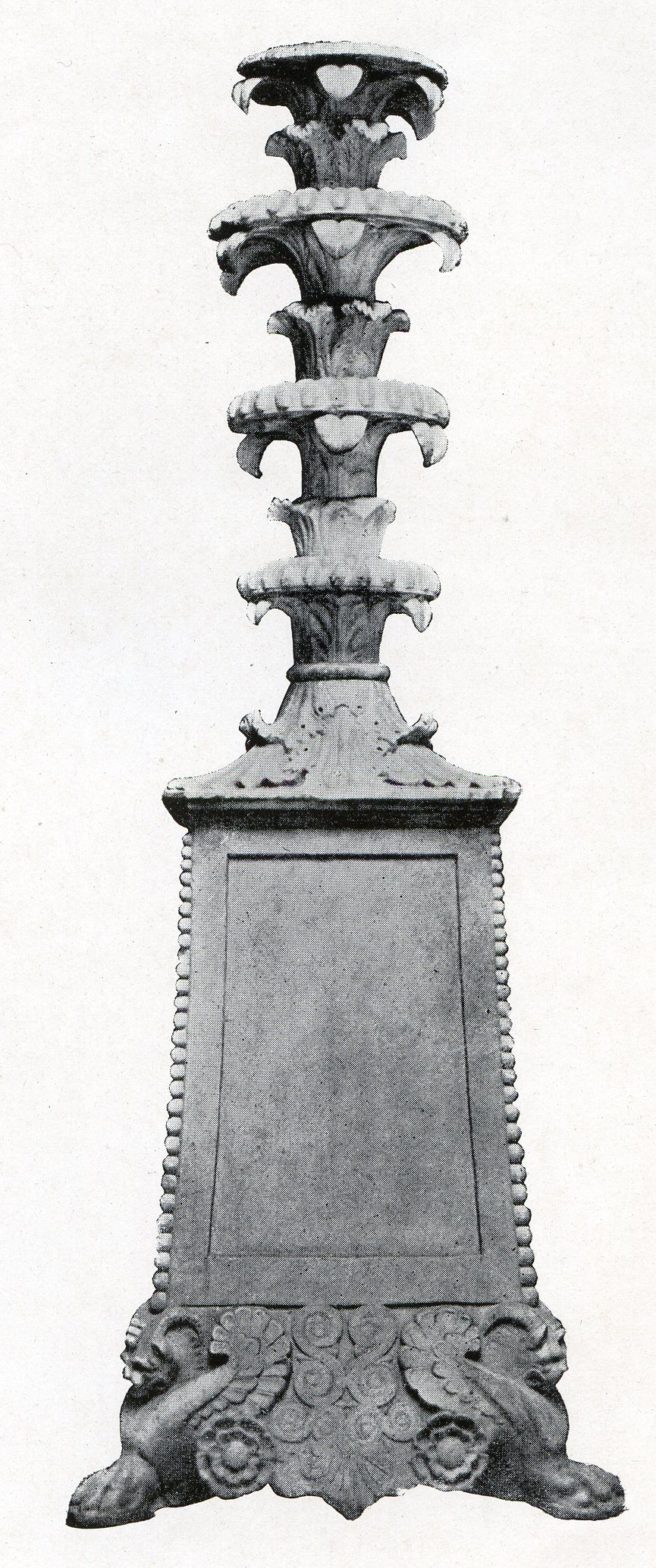
Candelero o candelabro descubierto en las excavaciones del naufragio de Mahdía.

Se identificaron cinco candeleros con canales ranurados, de los cuales dos estaban en buen estado de conservación en el momento de su descubrimiento. De unos dos metros de alto, hechos de tres mármoles diferentes, constaban , por lo tanto, de tres partes: una base de tres lados, un tambor con bandeja y una copa. La base alta de 1.05 metros tiene en las esquinas un prótomo de grifo; el tambor mide 82 centímetros de largo y tiene cuatro platillos o bandejas. En la copa superior era el sitio reservado para colocar la vasija y quemar los perfumes. Según Merlín y Poinssot, los candeleros debían estar pintados y embellecidos con dorados en el momento de su instalación en el navío. Fueron embarcados en el barco sin ensamblar, procedentes de un taller ateniense, de producción en serie de finales del siglo II o principios del siglo I a. C.. Las piezas, destinadas a Roma o al centro de Italia, son las más antiguas de su tipo, que acreditan una fabricación griega destinada a la cuenca occidental del Mediterráneo.
Los elementos de bronce del candelero adornados con platillos, hojas de acanto y dos sátiros fueron reconocidos en lo que al principio se consideraron fragmentos aislados. Había al menos cinco candelabros de bronce en el barco, tres de los cuales fueron restaurados con bastante rapidez, aunque los descubrimientos de los elementos se alargaron entre 1907 y 1913. Además, los fragmentos son pocos numerosos, en mal estado y debían ser para distribuir entre diferentes salas cuya base o tambor era de varias formas; de acuerdo con François Baratte, tenían la intención de llevar lámparas. Aunque se pueden hacer comparaciones con muebles similares encontrados en Pompeya o Herculano, el estudio general de este tipo de equipo es difícil debido al pequeño tamaño de la serie del período clásico y helenístico. Las piezas de Mahdia tienen un «proyecto elegante y nervioso» según Baratte, la forma de los capiteles permiten proponer una fecha de finales del siglo II a. C.. Los diversos elementos podrían realizarse en varios talleres y la diversidad de los motivos conservados —hojas de acanto, garra con cabeza humana, hojas de agua, etc.— sitúa esta producción al final del período helenístico.

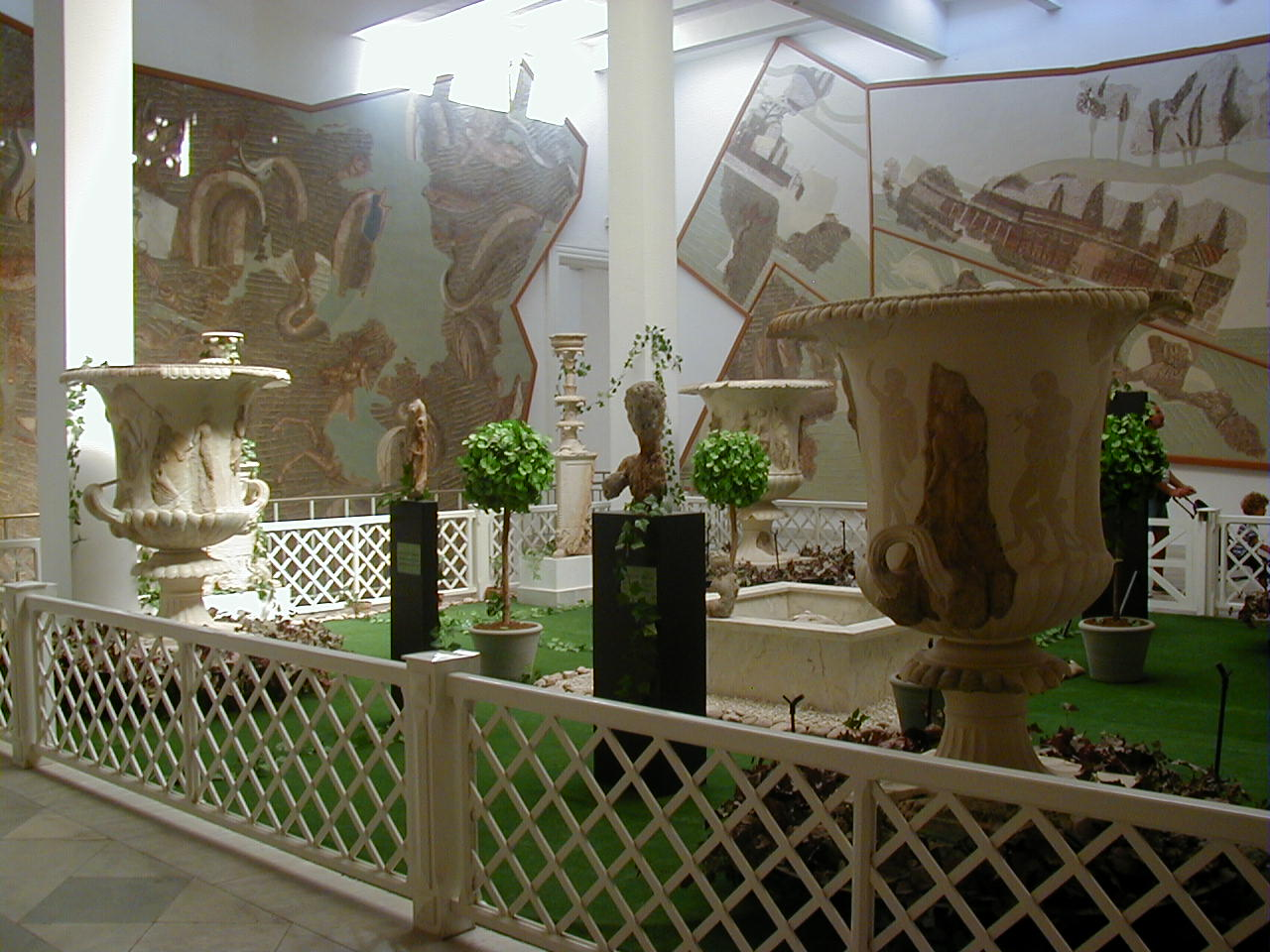
Jardín reconstruido en el Museo Nacional del Bardo, con tres cráteras, un candelabro de mármol en el fondo, esculturas y el estanque ornamental decorado con niños jugando con agua.

Estos elementos, relacionados con la vida cotidiana, podían servir como telón de fondo para un comedor, algunos diseñados para adornar una fuente o incluso la proa del barco. Muchos fragmentos de decoración en hueso como una placa adornada con un Eros que aparentemente habían pertenecido a un cofre de veintidós centímetros por once y doce centímetros de profundidad.
Varios objetos de muebles de mármol estaban destinados a adornar un jardín de recreo que fue reconstruido en el Museo Nacional del Bardo: las cráteras de mármol hechas en Grecia prevalecían en la clase dirigente de Italia; un jarrón similar, el Vaso Borghese  encontrado en Roma alrededor de 1566 en los jardines de Salustio, está presente en el Museo del Louvre. El tratamiento de las cráteras utiliza modelos creados específicamente para el cliente italiano y, por lo tanto, excede de la simple copia.
Se han encontrado restos de al menos doce cráteras, de las cuales ocho son conocidas únicamente por sus fragmentos. Cuatro han sido restauradas, una de ellas está bien conservada. Las cráteras encontradas en el naufragio son las más antiguas de la serie de cráteras de mármol conocidas hasta la fecha. El apogeo del modelo data del reinado de Augusto, y por lo tanto, en gran parte posterior a los objetos descubiertos en Mahdía.

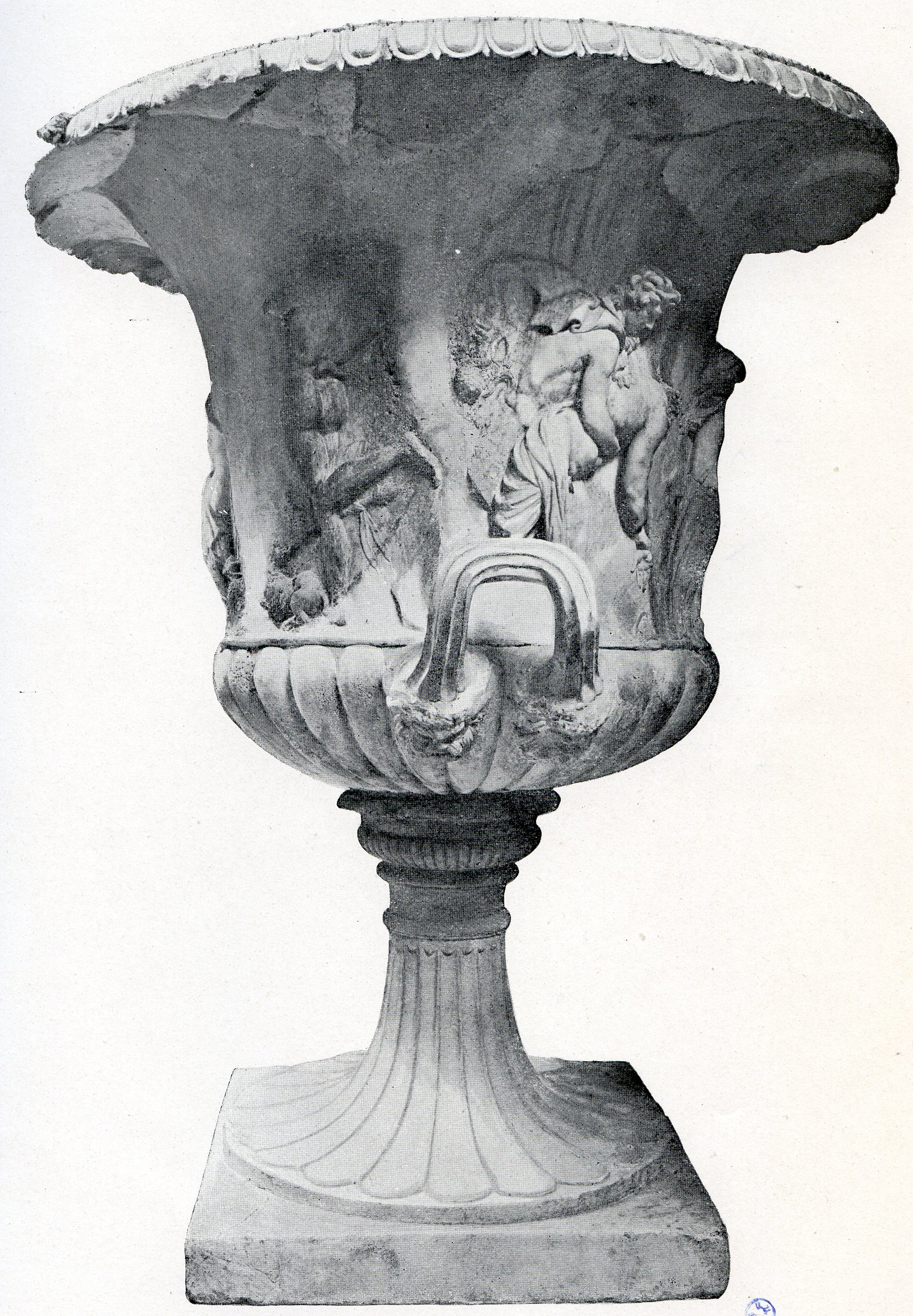
Una de las cráteras de mármol del Museo del Bardo en una lámina del Catalogue du Musée Alaoui.

La pila de la crátera está abocinada con dos asas en la base y un pie acanalado..Sobre el friso están representadas procesiones dionisíacas con Dioniso, sátiros, silenos y bacantes. Las cráteras han estado datadas de principios del siglo I a. C., aunque algunos autores, incluido Friedrich Hauser, se remontan al siglo II a. C.. El modelo del repertorio utilizado es helenístico pero la estructura sigue siendo clásica. Según Merlín y Poinssot, los candelabros y las cráteras de la carga del navío, que imitan tales objetos de bronce, proceden de talleres neo áticos. Las cráteras pertenecían al período del helenismo tardío, con las viejas formas utilitarias que se pusieron al servicio de nuevas funciones ornamentales. Las cráteras y los candelabros de mármol, al igual que los demás elementos de este material, se limpiaron y restauraron cuidadosamente, y el equipo alemán reemplazó las varillas de bronce colocadas durante la primera restauración. por un tratamiento específico de acero.
Con una parte de los elementos encontrados se organizó una reconstrucción dentro del Museo Nacional del Bardo, como del jardín para el que estaban destinados, de acuerdo con el otium querido por las clases romanas acomodadas. Los restos se remontan a una época en la que prevalece la moda de los jardines conocidos como horti marmorei («jardines de mármol»), con, además de las cráteras y candelabros, estatuas de niobides. Las cráteras podían contener plantas, como en el mosaico de Ikarios encontrado en Oudna, pero también servían como fuente. Los elementos se pueden colocar aislados en el verdor de un jardín o adornados con pórticos. Tener elementos similares, sin embargo, no debería llevar a considerar diferentes patrocinadores porque era común encontrar los mismos elementos en un único lugar, con dos o incluso cuatro copias del objeto.

#### Otros elementos

##### Elementos arquitectónicos
Algunas de las 70 columnas de mármol de la carga están expuestas, aunque la mayoría de ellas quedaron en los restos del sitio del naufragio debido a su peso y a las dificultades inherentes de su manipulación. Los fustes de columna, destinados al Mediterráneo occidental, tenían un valor de mercado muy elevado porque eran monolíticos. Las columnas no estaban estriadas para evitar daños, acababan de salir de la cantera cuando fueron colocadas en el barco, porque la operación estaba reservada para el final del sitio de construcción.

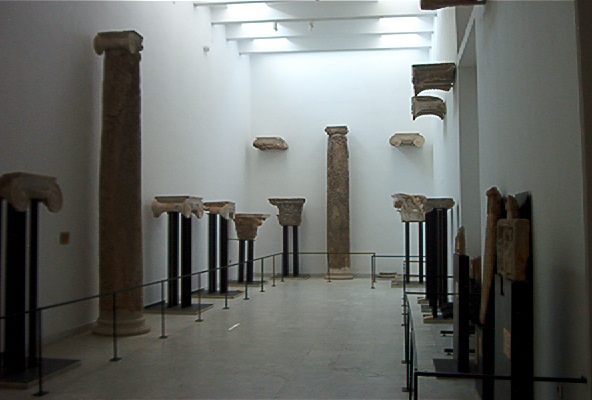
Fragmentos de elementos arquitectónicos griegos en el Museo del Bardo.

Los capiteles de mármol, algunos de ellos de orden dórico aunque principalmente eran jónicos, aparecen en el mismo espacio. Fueron estudiados por Roland Martin y Alexandre Lézine. Algunos también estaban decorados con grifos, un modelo encontrado en Atenas, que confirma la hipótesis del lugar de embarque del barco y su carga. Las piezas son de diferentes estilos y tiempos, incluso aunque todas pertenezcan al período helenístico, de un tipo apreciado entre el 150 y el 50 a. C., especialmente en la primera mitad de este período. También se han encontrado bases jónicas áticas, además de otros elementos pequeños para su reutilización. Naïdé Ferchiou señala la dificultad de la datación causada por la diversidad de estilos y solicita estudios complementarios, en particular el análisis de mármoles y las contribuciones de la ceramología, hasta conseguir la fecha más cercana del naufragio y aclarar la ruta seguida por el navío. El estudio de influencias y corrientes artísticas podría beneficiarse de ello y se podría saber, si todo el mármol es de pentélico, el eclecticismo de los talleres que podía tener según Ferchiou «escape parcial de una servil repetición de formas antiguas», en particular por el uso de motivos que responden a los deseos de los compradores. El mismo investigador piensa de la misma manera a que el lote hubiera incluido, además de los elementos de encargo, un fondo de taller no vendido.
Si el mármol es de origen diverso, el investigador evoca una hipótesis alternativa que gira en torno a un armador mercantil que llega hasta España. Para la cuestión de los patrocinadores, el mismo autor no excluye a los príncipes númidas, además de los de Roma, que es la más citada por los especialistas.
Los capiteles con cabeza de león probablemente estaban destinados al mismo edificio. Su elaboración fue el resultado de dos grupos de artesanos en un contexto neo ateniense de producción para el mercado romano. La forma inicial de este tipo específico de capiteles presentaba una talla más pequeña que las encontradas en el naufragio; por lo tanto, la carga de Mahdía parece que fue un pedido especial.

##### Otros elementos de mármol

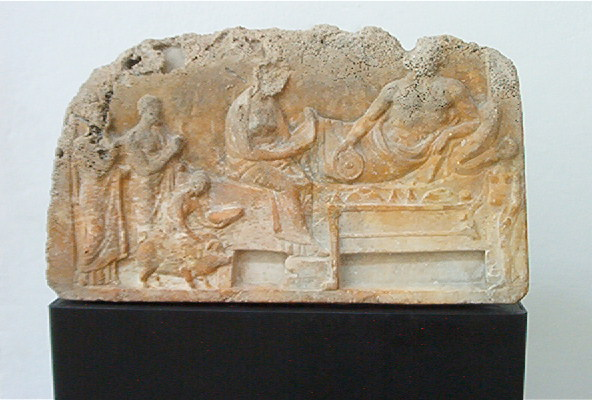
Asclepio i Higía recibiendo ofrendas.

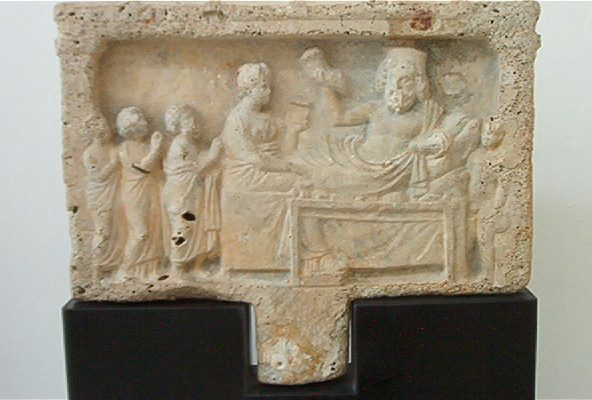
Asclepio i Higía recibiendo ofrendas.

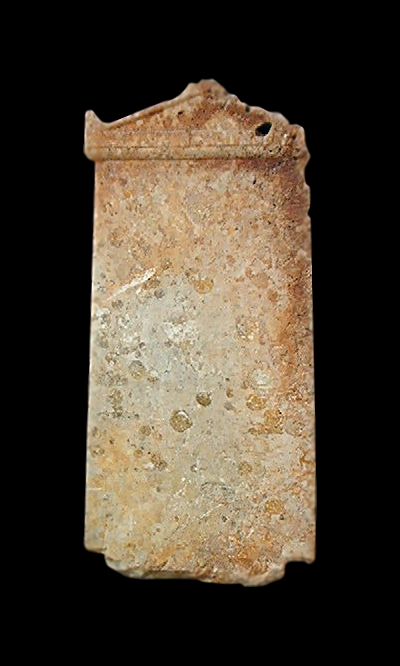
Estela

Cuatro inscripciones y relieves del siglo IV a. C., más cercanas a la segunda mitad del siglo, fueron escritas. Dos inscripciones griegas presentan decretos de galeras sagradas. Grabada en una estela de 75 centímetros y una columna de 1,25 metros, una de los cuales es anterior al 322-321 a. C., fueron erigidos en la capilla de Paralion en Pireo.
Otra estela de 1.30 metros bastante dañada con un texto de 91 líneas que describe las donaciones atenienses a Amón está en exhibición en el museo, al igual que el epitafio de un hombre demo ático. Un exvoto sobre placas de mármol (35 cm × 56 cm y 30 cm × 53 cm) muestran a Asclepio en una cama, frente a una mesa cubierta de comida, e Higía, frente a él con un sirviente, recibiendo ofrendas por parte de los fieles. Otros dos relieves menos conservados representan una Cibeles sosteniendo un tympanon —instrumento musical parecido a la cítara—, el otro relieve representa a Amón. Este último está fechado precisamente 363-362 aC J. - C. por una inscripción.
Las inscripciones no son unas grandes obras, excepto una que probablemente fue hecha para la exportación. Merlin y Poinssot consideran que provienen de Asclepeaion de Pireo. En estilo ático, las estelas confirman a El Pireo como lugar de embarque y, según Merlín y otros que lo siguieron como Werner Fuchs, tal vez sirvieron de lastre para el barco o estaban destinadas a clientes curiosos por poseer este tipo de  antigüedad griega.
Su presencia en el barco como lastre ahora es rechazada; pueden haber servido para estabilizar el resto de la carga o son pueden haber sido el resto de un viaje anterior del barco. Uta Suzanne Kuntz, por su parte, piensa que estos son bienes destinados a ser vendidos como el resto del cargamento.
Otros relieves griegos se encontraron en villas aristocráticas en Roma, especialmente en el Esquilino. Estos relieves estaban destinados a marcar el nivel de educación y riqueza de sus propietarios, por lo tanto, la falta de importancia dada a las cualidades artísticas de las obras, incluso si la elección se ha hecho en general para objetos antiguos, del siglo IV a. C.. El objetivo no era únicamente decorativo, sino también dar un aspecto religioso a los lugares adornados por estos objetos.
El interés por las inscripciones es mucho más tardío, data del Renacimiento y hace que el descubrimiento sea difícil de interpretar.

##### Otros elementos encontrados en el sitio
Además de los elementos mencionados anteriormente, en las excavaciones se han encontrado una variedad de artefactos de diversa importancia.

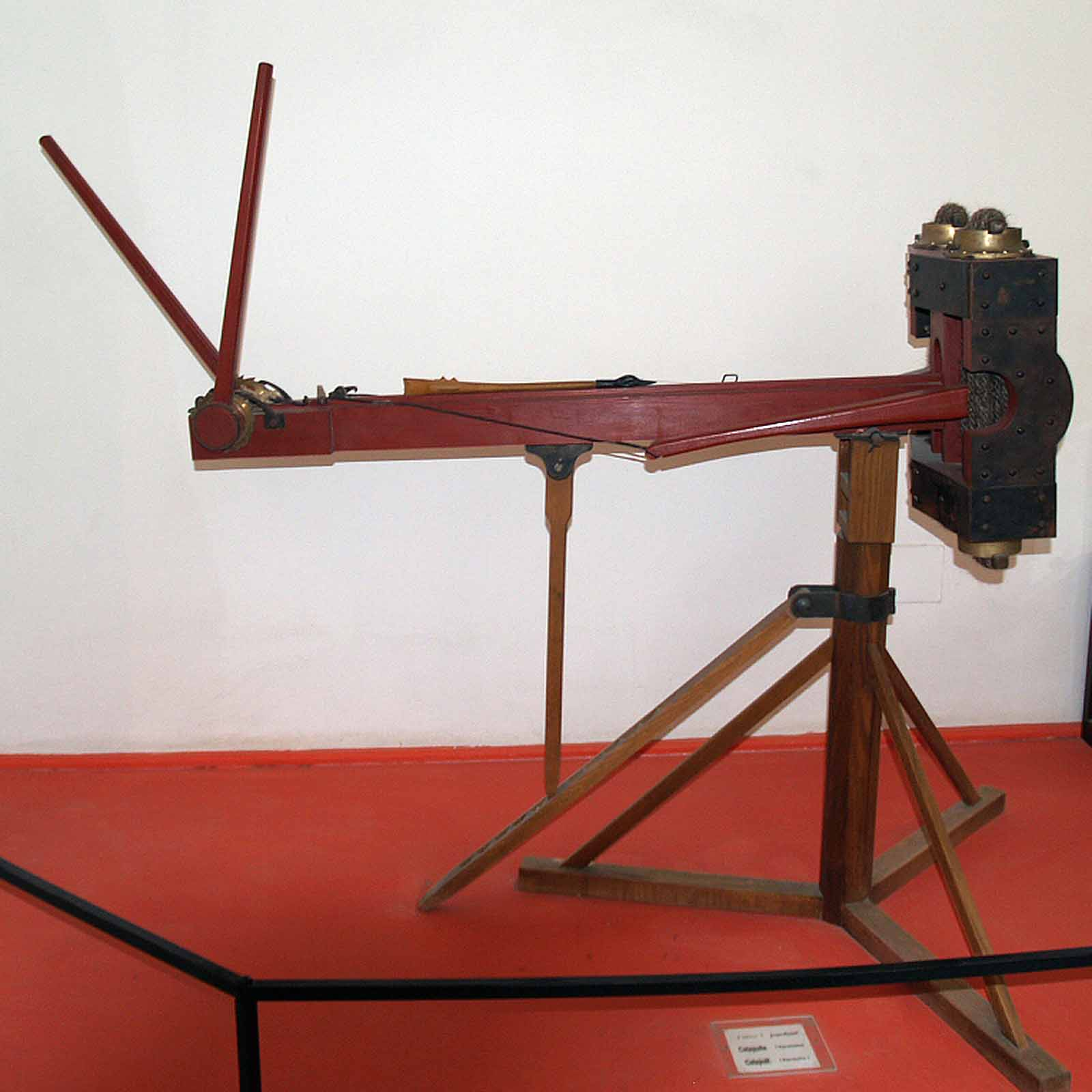
Ballesta reconstruida.

Los arqueólogos han encontrado seis elementos de tres armas, incluidas dos catapultas y una ballesta destinada a la reutilización de su metal. No había armas completas a bordo. Cinco muelas de molino, dos del tipo estandarizado llamado "Olynthe lever mill" y tres de tipo giratorio, estaban en el barco. Algunas piedras de molino fueron usadas y su presencia puede ser explicada únicamente para servir como lastre de la embarcación, otra podría usarse para moler el grano destinado a los marineros.
Merlin informó sobre el descubrimiento de numerosos huesos de animales, vértebras, costillas y mandíbulas, que creía que habían estado  destinados a alimentar a la tripulación. Los objetos de cerámica encontrados durante las excavaciones fueron destinados al uso de los marineros y se atestigua por su diversidad en los circuitos llevados a cabo por los navegantes: objetos de origen italiano coexisten con otros de origen ateniense o procedentes de Asia Menor. La nave también contenía varias ánforas de diferentes orígenes: púnica, española y Dressel. El tipo más reciente de ánfora, «Dressel 1 B / Will 4b», permite dar una fecha final al hundimiento, la segunda o tercera década del siglo I a. C.. También se encontraron azulejos en el sitio de la cocina del barco. Cuatro monedas de bronce mal conservadas pertenecen a un tipo del siglo I a. C., confirmando la interpretación también por los investigadores después Merlín. Además, se recuperaron, de entre los restos, varios modelos de lámparas de aceite: con uno, dos o tres picos. Estas lámparas, hechas a la cera perdida, eran productos de serie. Una lámpara de terracota también se encontró con su mecha.
Además, se encontraron plomos que servían como sellos de firma junto con las ánforas. Los investigadores consideraron que la forma de caracterizar los productos era típica de África del Norte y por lo tanto indujeron que era posible que hicieran una escala en esas costas.

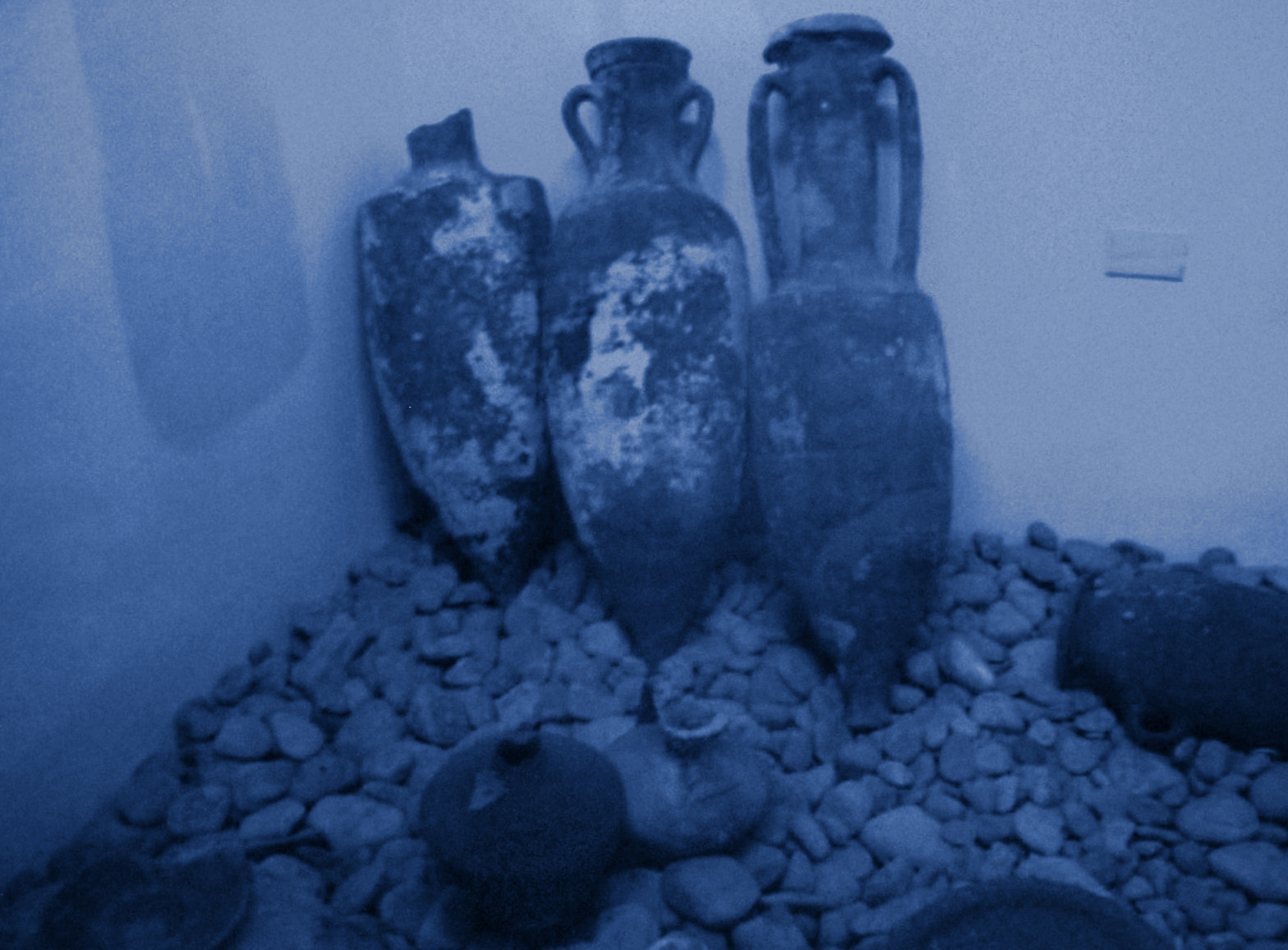
Ánforas expuestas en el museo.

Los investigadores también han logrado reconstituir 17 piezas de vajilla ceremonial de bronce, algunas de las cuales conservan rastros de uso. Han sido fechadas de los años 90-60 a. C..
Además, el sitio de producción de doce lingotes de plomo encontrados, ha sido identificado en la España actual, en particular en la zona de Cartagena o Sierra Morena, lugares de explotación de las minas de plomo destinadas a la exportación que se hacía en aquella época por vía marítima. Los romanos se apropiaron de minas ya utilizadas por los cartagineses, y la explotación del plomo se puso en relación con la de la plata en ese momento. Estos lingotes, de unos cuarenta centímetros de largo, pesaban de 31 a 34 kilogramos. Merlin y Poinssot les dieron una procedencia griega, las minas de Laurion, a pesar de que esta fuente ha sido debatida desde su tiempo, especialmente debido a la revuelta servil de los años 104-103 a. C..Los lingotes llevaban un sello en latín, algunos de los cuales tenían un nombre sin cognomen, que se hizo más frecuente después de Sila. La presencia del plomo en el barco se debe a un pronóstico de posibles reparaciones del casco revestido con este metal. El plomo no fue atacado por su estancia en el mar.